# 富士市
富士市（ふじし）は、日本の静岡県東部に位置する市。日本最高峰の富士山南麓に位置し、市域の北端は山頂直下に及ぶ。南は駿河湾に面しており、海岸線から富士山までを市域とする唯一の自治体となっている。東は沼津市、西は静岡市に接する。面積は244.95平方キロメートル。人口は2020年（令和2年）時点で251,616人で、県内では浜松市、静岡市に次ぐ第3位の人口規模だが、2010年（平成22年）以降は減少傾向にあり、また少子高齢化が進行している。
現在の市域においては、約33,000年前の旧石器時代の、愛鷹山麓にある遺跡が、確認できる最古の人間活動である。奈良時代には、現在の富士市・富士宮市にほぼ相当する地域が駿河国富士郡となり、郡家は伝法に置かれた。江戸時代には吉原宿が東海道の宿場に指定され、富士信仰に基づく参詣を行う登山客などが訪れる宿場町として栄えた。また同じく江戸時代中期からは、和紙の産地として知られ、明治に入ると近代的な洋紙の大量生産が始まり、数々の製紙工場が設立された。一方、戦後の高度経済成長期には、製紙工場による大気汚染・水質汚濁・悪臭などが発生し、田子の浦港にはヘドロが堆積するなど、全国的に「公害のデパート」として知られるようになった。そのため、富士市では公害防止協定の締結や健康被害の救済に関する条例の制定、排水路への排出規制などを実施。各社も硫黄排出減少に取り組むなど、官民の連携により、公害問題の克服を果たした。
自治体としては、1966年（昭和41年）4月1日、旧富士市・吉原市・富士郡鷹岡町の新設合併によって発足。2008年（平成20年）11月1日、庵原郡富士川町を編入合併して、現在の市域となっている。また、2001年（平成13年）には、施行時特例市に指定された。
主要産業は、富士山の伏流水や富士川などの豊富な水源を利用した製紙である。パルプ・紙・紙加工品製造業の出荷は、2018年（平成30年）時点で全国第2位で、2020年（令和2年）時点で、49社の製紙会社、59工場の製紙工場が所在し、全国の36.1パーセントのトイレットペーパーを生産している。一方、最盛期の1991年（平成3年）には6,035億円の出荷額を誇っていたが、2009年（平成21年）2月に王子製紙富士工場の製紙ラインの一部が操業停止となるなどし、「パルプ・紙」の事業所数は275から224に減少。2011年（平成23年）の製紙業の出荷額は4,407億円へ落ち込んでいる。また、2012年（平成24年）9月末には日本製紙富士工場鈴川事業所（旧・大昭和製紙本社工場）での紙生産が全面的に停止となるなど、製紙業の衰退、製紙・パルプの生産減少傾向が続いている。

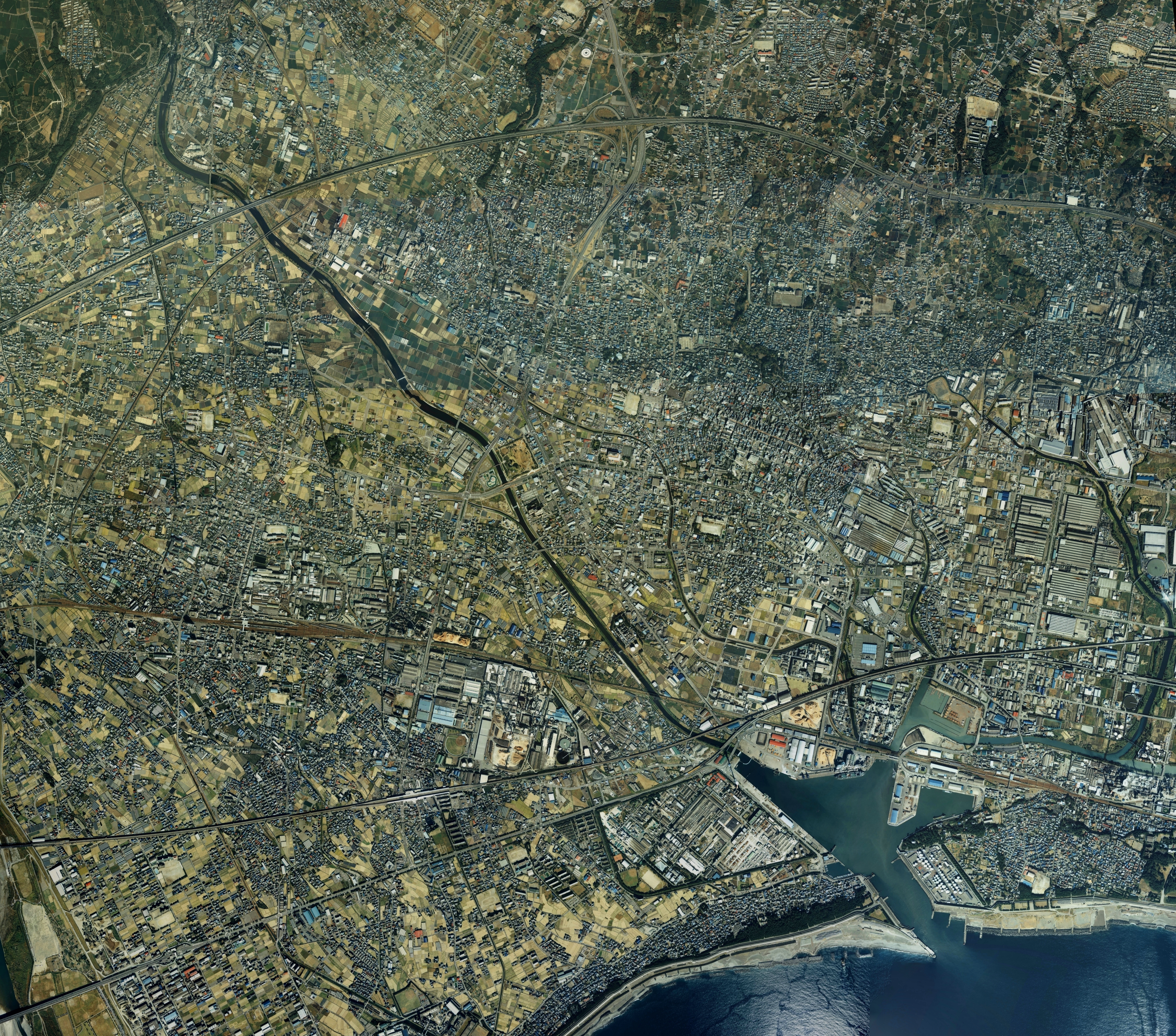
富士市中心部周辺の空中写真。1988年撮影の26枚を合成作成。
。

## 地理
高低差
- 海抜最高 3,680 m 
- 海抜最低 0 m（海岸線）

- 市街地から見て東に愛鷹山塊、北方に富士山が位置する。
- 日本三大急流の一つである富士川や潤井川のほか、和田川・沼川・砂沢川・凡夫川・伝法沢川・千束川・赤渕川・須津川といった河川を有する。
- 旧来は西部に広大な富士川氾濫原（恒常的な氾濫により生活圏でない地帯）が占め[16] また約147 haの湿地帯が広がる地域であった[17]。富士川氾濫原が分布する地帯は居住地とはなり得なかったため井戸が存在しない程であったが[18]、富士川の平定によるいわゆる「加島五千石」の形成と製紙業の隆盛を経て工業地帯へと変化した。
- 愛鷹山塊のうち最高峰の越前岳が富士市に位置し（裾野市も含む）、その富士見台は富士山がある風景100選に指定されている[19]。また愛鷹山鋸岳に連なるキレットが特徴である[20]。
- 駿河湾に面する。海岸線は10 kmであり、周囲は95.9 kmである。市域の面積 244.95 km2[15]、東西に23.2 km[15]、南北に27.1 km[15] に及ぶ広さである。
- 駿河トラフ（南海トラフの北端の海溝）とその延長上の富士川河口断層帯に面しているため、プレート境界型の大地震（東海地震）の危険性が指摘されており、国・静岡県・周辺自治体とともに地震対策、特に津波対策に力が入れられている。
- 江戸時代には東海道の宿場町の一つである吉原宿が存在したが、2度の高潮（海嘯）[21] により壊滅的な被害を受け、その度に宿場の位置が内陸部に移動している。最終的な吉原宿は現在吉原商店街になっている。
- 東部（旧吉原市東部）は軟弱地盤を有する。第二次世界大戦前までは沼津市との間には浮島沼[注釈 2]が広がっており、排水に問題を抱えていた。これを解決するため明治2年（1869）に現在の昭和放水路の位置に巨額と2年半という工期をかけて大規模な堀割水路を建設したが、同年高波により破壊されている[22]。その後も水害に晒され続けており、後に県により昭和放水路が建設された。沼川を中心とする現在の東海道本線と岳南電車岳南線に囲まれた地域は浮島沼に付属する湿地帯であったが、戦後の干拓により一部を残して消滅している。しかし軟弱地盤であることは変わりなく、東名高速道路建設の際にも地盤沈下に悩まされ、砂杭類を3,000本以上埋め込み、また地下排水工の施行等で問題を解消したという背景がある[23]。

### 人口
| |                                        |  |
| 富士市と全国の年齢別人口分布（2005年） | 富士市の年齢・男女別人口分布（2005年） |  |
| ■紫色 ― 富士市 ■緑色 ― 日本全国 | ■青色 ― 男性 ■赤色 ― 女性              |  |
| 富士市（に相当する地域）の人口の推移 \| 1970年（昭和45年） \| 195,598人 \| \| \| 1975年（昭和50年） \| 215,457人 \| \| \| 1980年（昭和55年） \| 222,488人 \| \| \| 1985年（昭和60年） \| 231,176人 \| \| \| 1990年（平成2年） \| 239,796人 \| \| \| 1995年（平成7年） \| 246,985人 \| \| \| 2000年（平成12年） \| 251,559人 \| \| \| 2005年（平成17年） \| 253,297人 \| \| \| 2010年（平成22年） \| 254,027人 \| \| \| 2015年（平成27年） \| 248,399人 \| \| \| 2020年（令和2年） \| 245,392人 \| \| |                                        |  |
| 総務省統計局 国勢調査より |                                        |  |
| 1970年（昭和45年） | 195,598人                              |  |
| 1975年（昭和50年） | 215,457人                              |  |
| 1980年（昭和55年） | 222,488人                              |  |
| 1985年（昭和60年） | 231,176人                              |  |
| 1990年（平成2年） | 239,796人                              |  |
| 1995年（平成7年） | 246,985人                              |  |
| 2000年（平成12年） | 251,559人                              |  |
| 2005年（平成17年） | 253,297人                              |  |
| 2010年（平成22年） | 254,027人                              |  |
| 2015年（平成27年） | 248,399人                              |  |
| 2020年（令和2年） | 245,392人                              |  |

### 隣接する自治体・行政区
静岡県
- 静岡市（清水区）
- 富士宮市
- 沼津市
- 裾野市
- 御殿場市
- 駿東郡長泉町 ※愛鷹山の位牌岳付近で隣接している

### 気候
- 富士山の見えた日数は1年の内、205日（全体145日、一部60日）であった（2015年）。
- 例年は富士市中部の市公共施設が位置する「富士市森林墓園」辺りで積雪が見られる[24][25]。

| 富士市（富士地域気象観測所）の気候                           | 富士市（富士地域気象観測所）の気候 | 富士市（富士地域気象観測所）の気候 | 富士市（富士地域気象観測所）の気候 | 富士市（富士地域気象観測所）の気候 | 富士市（富士地域気象観測所）の気候 | 富士市（富士地域気象観測所）の気候 | 富士市（富士地域気象観測所）の気候 | 富士市（富士地域気象観測所）の気候 | 富士市（富士地域気象観測所）の気候 | 富士市（富士地域気象観測所）の気候 | 富士市（富士地域気象観測所）の気候 | 富士市（富士地域気象観測所）の気候 | 富士市（富士地域気象観測所）の気候 |
| 月                                                           | 1月                                | 2月                                | 3月                                | 4月                                | 5月                                | 6月                                | 7月                                | 8月                                | 9月                                | 10月                               | 11月                               | 12月                               | 年                                 |
| ------------------------------------------------------------ | ---------------------------------- | ---------------------------------- | ---------------------------------- | ---------------------------------- | ---------------------------------- | ---------------------------------- | ---------------------------------- | ---------------------------------- | ---------------------------------- | ---------------------------------- | ---------------------------------- | ---------------------------------- | ---------------------------------- |
| 最高気温記録 °C （°F）                                       | 20.5 (68.9)                        | 23.8 (74.8)                        | 27.5 (81.5)                        | 27.7 (81.9)                        | 30.7 (87.3)                        | 34.2 (93.6)                        | 36.9 (98.4)                        | 38.4 (101.1)                       | 35.5 (95.9)                        | 32.1 (89.8)                        | 26.5 (79.7)                        | 24.2 (75.6)                        | 38.4 (101.1)                       |
| 平均最高気温 °C （°F）                                       | 11.2 (52.2)                        | 12.0 (53.6)                        | 14.8 (58.6)                        | 19.3 (66.7)                        | 23.2 (73.8)                        | 25.7 (78.3)                        | 29.1 (84.4)                        | 31.0 (87.8)                        | 28.2 (82.8)                        | 23.3 (73.9)                        | 18.4 (65.1)                        | 13.6 (56.5)                        | 20.8 (69.4)                        |
| 日平均気温 °C （°F）                                         | 5.8 (42.4)                         | 6.8 (44.2)                         | 9.9 (49.8)                         | 14.5 (58.1)                        | 18.8 (65.8)                        | 22.0 (71.6)                        | 25.5 (77.9)                        | 27.0 (80.6)                        | 24.0 (75.2)                        | 18.7 (65.7)                        | 13.3 (55.9)                        | 8.2 (46.8)                         | 16.2 (61.2)                        |
| 平均最低気温 °C （°F）                                       | 1.4 (34.5)                         | 2.2 (36)                           | 5.3 (41.5)                         | 10.0 (50)                          | 14.7 (58.5)                        | 18.9 (66)                          | 22.8 (73)                          | 23.9 (75)                          | 20.6 (69.1)                        | 14.9 (58.8)                        | 9.1 (48.4)                         | 3.8 (38.8)                         | 12.3 (54.1)                        |
| 最低気温記録 °C （°F）                                       | −6.8 (19.8)                        | −7.5 (18.5)                        | −5.2 (22.6)                        | −0.2 (31.6)                        | 5.8 (42.4)                         | 11.4 (52.5)                        | 14.1 (57.4)                        | 17.3 (63.1)                        | 10.5 (50.9)                        | 4.8 (40.6)                         | −0.2 (31.6)                        | −4.8 (23.4)                        | −7.5 (18.5)                        |
| 降水量 mm （inch）                                           | 76.8 (3.024)                       | 95.4 (3.756)                       | 193.4 (7.614)                      | 194.2 (7.646)                      | 195.3 (7.689)                      | 227.1 (8.941)                      | 255.5 (10.059)                     | 187.3 (7.374)                      | 273.3 (10.76)                      | 240.8 (9.48)                       | 138.4 (5.449)                      | 81.7 (3.217)                       | 2,159.1 (85.004)                   |
| 平均月間日照時間                                             | 199.6                              | 177.9                              | 178.4                              | 183.5                              | 175.4                              | 115.5                              | 119.1                              | 169.3                              | 146.7                              | 153.2                              | 166.6                              | 192.4                              | 1,977.5                            |
| 出典：気象庁（平均値：1991年 - 2020年、極値：1978年 - 現在） |                                    |                                    |                                    |                                    |                                    |                                    |                                    |                                    |                                    |                                    |                                    |                                    |                                    |

## 市の沿革
1966年（昭和41年）に岳南地区（旧富士市、吉原市、富士郡鷹岡町）の産業を発展させるため、市民サービスを高めるために新設合併して誕生したのが現在の富士市である。2008年（平成20年）11月には庵原郡富士川町を編入合併した。

### 旧・富士市
- 1889年（明治22年）4月1日 - 町村制の施行により、現在の市域にあたる富士郡下横割村、上横割村、十兵衛村、水戸島村、森島村、森下村、蓼原村［大部分］、宮下村、五味島村［大部分］、平垣村、本市場村、本市場新田、松本村［大部分］、長通村、中島村、柚木村［大部分］、岩本村［一部］、松岡村［一部］、依田原新田［一部］、永田村［一部］、富士川新田［一部］、五貫島村［一部］、青島村［一部］が合併して加島村が発足。
- 1929年（昭和4年）8月1日 - 加島村が改称、町制を施行し富士町となる。
- 1954年（昭和29年）3月31日 - 富士町・田子浦村・岩松村が合併（新設合併）、市制を施行し（旧）富士市となる。
- 1964年（昭和39年）4月 - （旧）富士文化センター（1994年4月富士市民センターに改称）が（旧）富士市平垣（現・富士町）にオープンした[28]。

### 吉原市
- 1889年（明治22年）4月1日 - 町村制施行により、富士郡吉原宿が（旧）吉原町となる。
- 1899年（明治32年）10月7日 - 台風の集中豪雨により鈴川停車場（現 吉原駅）周辺が大規模冠水[29]。
- 1940年（昭和15年）4月1日 - 吉原町が島田村を編入する。
- 1941年（昭和16年）4月3日 - 吉原町が伝法村を編入する。
- 1942年（昭和17年）6月14日 - 吉原町と今泉村が合併（新設合併）し、吉原町となる。
- 1948年（昭和23年）4月1日 - 吉原町が市制を施行し、（旧）吉原市となる。
- 1955年（昭和30年）
  - 2月11日 - （旧）吉原市・元吉原村・須津村・吉永村・原田村が合併（新設合併）し、新たに吉原市となる。
  - 4月1日 - 吉原市が大淵村を編入する。
  - 4月29日 - 浮島村が駿東郡原町と合併（新設合併）し、新たに原町となる。
- 1956年（昭和31年）4月1日 - 吉原市が原町のうち浮島地区三地区を編入する。
- 1966年（昭和41年）9月24日、25日 - 昭和41年台風第24・26号の接近により、吉原海岸に防波堤を越える波浪が押し寄せ死者13人、負傷者64人の被害[30][31]。

### 鷹岡町
- 1933年（昭和8年）1月1日 - 鷹岡村が町制を施行し鷹岡町となる。

### 富士川町
- 1901年（明治34年）1月25日 - 富士川村が富士川町となる。
- 1957年（昭和32年）4月1日 - 富士川町が松野村を編入する。

### 岳南合併以降
- 1961年（昭和36年）8月 - 田子の浦港が開港。

### 新・富士市
- 1966年（昭和41年）11月1日 - （旧）富士市・吉原市・鷹岡町が合併（新設合併）し、新たに富士市となる。
- 1968年（昭和43年）4月25日 - 東名高速道路静岡IC - 富士ICが開通。
- 1969年（昭和44年）
  - 3月31日 - 東名高速道路富士IC - 御殿場ICが開通。
  - 5月26日 - 東名高速道路全線開通。
- 1970年（昭和45年）4月1日 - 富士市役所現在地に開設[32]。
- 1971年（昭和46年）7月30日 - 岩手県岩手郡雫石町上空で発生した全日空機雫石衝突事故にて、乗客の多数を占めた吉原遺族会一行122名が犠牲になった。
- 1973年（昭和48年）6月17日 - 蓼原に（旧）富士市民プールがオープンする[33]。
- 1979年（昭和54年）8月18日 - 集中豪雨により小潤井川、須津川、赤淵川が氾濫。775戸が床上・床下浸水[34]。
- 1982年（昭和57年）4月2日 - 西富士道路開通。
- 1988年（昭和63年）3月13日 - 東海道新幹線新富士駅が開業する。
- 1993年（平成5年）11月1日 - 富士市文化会館ロゼシアターオープン。
- 1994年（平成6年）3月31日 - 吉原市民会館閉鎖。跡地は吉原市民ひろばに。
- 1995年（平成7年）
  - 9月15日 - （旧）富士市民プール閉鎖。跡地は、富士市中央公園の一部に[35]。
  - 10月4日 - （旧）静岡県製紙工業試験場跡地に、富士市立中央図書館が、今泉から移転オープン[36]。
- 2001年（平成13年）4月1日 - 特例市となる。
- 2004年（平成16年）3月31日 - 富士市民センター閉鎖。
- 2008年（平成20年）
  - 4月5日 - 富士市民センター跡地に、富士市交流プラザがオープン。同時に富士市立西図書館が移転。
  - 4月19日 - 旧・大昭和製紙野球場跡に、富士市産業交流展示場（愛称：ふじさんめっせ）がオープン。
  - 11月1日 - 富士川町を編入する。これにより、庵原郡は消滅。
- 2012年（平成24年）4月14日 - 新東名高速道路開通。新富士IC供用開始。
- 2019年（令和元年）8月1日 - 富士町、本町、吉原二丁目、同三丁目、同四丁目が暴力団排除特別強化地域に指定[37]。

## 行政
市長
小長井義正（2014年1月19日就任、3期目）
予算
2013年（平成25年）度
- 一般会計: 808億円
- 特別会計: 482億7,512万円
- 企業会計: 288億1,412万円

職員数
2,496名（2012年4月1日現在）

### 歴代市長
| 代 | 氏名     | 就任                      | 退任                       | 備考                       |
| -- | -------- | ------------------------- | -------------------------- | -------------------------- |
|    | 遠藤脩治 | 1954年（昭和29年）3月31日 | 1954年（昭和29年）5月6日   | 市長職務執行者、旧富士町長 |
| 1  | 遠藤脩治 | 1954年（昭和29年）5月7日  | 1962年（昭和37年）5月6日   |                            |
| 2  | 漆畑五六 | 1962年（昭和37年）5月7日  | 1966年（昭和41年）10月31日 |                            |

| 代 | 氏名       | 就任                      | 退任 | 備考 |
| -- | ---------- | ------------------------- | ---- | ---- |
| 1  | 斉藤滋与史 | 1966年（昭和41年）12月    |      |      |
| 2  | 渡辺彦太郎 | 1970年（昭和45年）1月     |      |      |
| 3  | 鈴木清見   | 1989年（平成元年）12月    |      |      |
| 4  | 鈴木尚     | 2001年（平成13年）12月    |      |      |
| 5  | 小長井義正 | 2014年（平成26年）1月19日 | 現職 |      |

## 地区

### 旧吉原市
- 大淵（おおぶち）地区 - 旧大淵村
  - 大淵（おおぶち） - 旧大淵村
  - 中野（なかの） - 旧中野村
- 浮島（うきしま）地区 - 旧浮島村
  - 船津（ふなつ） - 旧船津村
  - 船津南（ふなつ-みなみ）
  - 西船津（にしふなつ）  - 旧西船津村
  - 西船津南（にしふなつ-みなみ）
  - 境（さかい） - 旧境村
  - 境南（さかい-みなみ）
- 旧吉原市（2代目）
  - 吉永（よしなが）地区 - 旧吉永村
    - 桑崎（かざき） - 旧桑崎村
    - 石井（いしい） - 旧石井村
    - 鵜無ケ淵（うないがふち） - 旧鵜無ケ淵村
    - 間門（まかど） - 旧間門村
    - 比奈（ひな） - 旧比奈村
    - 富士岡（ふじおか） - 旧富士岡村
    - 富士岡南（ふじおか-みなみ）

  - 須津（すど）地区 - 旧須津村
    - 中里（なかざと） - 旧中里村
    - 大坪新田（おおつぼしんでん）
    - 神谷（かみや） - 旧神谷村
    - 神谷新町（かみや-しんまち）
    - 神谷南（かみや-みなみ）
    - 川尻東（かわじり-ひがし）
    - 川尻（かわじり） - 旧川尻村
    - 増川（ますがわ） - 旧増川村
    - 増川新町（ますがわ-しんまち）
    - 増川南（ますがわ-みなみ）
    - 江尾（えのお） - 旧江尾村
    - 江尾南（えのお-みなみ）

  - 原田（はらだ）地区 - 旧原田村
    - 三ツ沢（みつざわ） - 旧三ツ沢村
    - 富士見台（ふじみだい） - ニュータウン
    - 原田（はらだ） - 旧原田村

  - 旧吉原市（初代）
    - 今泉（いまいずみ）地区 - 旧今泉村
      - 今宮（いまみや） - 旧今宮村
      - 神戸（ごうど） - 旧神戸村
      - 一色（いっしき） - 旧一色村
      - 広見（ひろみ）地区
        - 広見西本町（ひろみ-にしほんちょう）
        - 広見本町（ひろみ-ほんちょう）
        - 広見東本町（ひろみ-ひがしほんちょう）

      - 石坂（いしざか） - 旧石坂村
      - 今泉（いまいずみ） - 旧今泉村
      - 依田橋*（よだばし） - 旧依田橋村

    - 伝法（でんぼう）地区 - 旧伝法村
      - 伝法（でんぼう） - 旧伝法村
      - 浅間（せんげん）地区
        - 浅間上町（せんげん-かみちょう）
        - 浅間本町（せんげん-ほんちょう）

      - 弥生（やよい） - 旧弥生村
      - 弥生新田（やよい-しんでん）
      - 香西新田（こうさい-しんでん）
      - 香西（こうさい） - 旧香西村
      - 日乃出町（ひのでちょう）
      - 瓜島町*（うりじま-ちょう）
      - 瓜島*（うりじま） - 旧瓜島村
      - 永田北町*（ながた-きたちょう）
      - 永田*（ながた） - 旧永田村
      - 永田町*（ながた-ちょう）
      - 依田原新田（よだはら-しんでん）

    - 吉原（よしわら）地区(狭義) - 旧吉原町（吉原宿）
      - 吉原（よしわら）

    - 旧市街地
      - 中央町（ちゅうおうちょう）
      - 御幸町（みゆきちょう）
      - 南町（みなみちょう）
      - 新橋町（しんばしちょう）
      - 依田原町*（よだはら-ちょう）
      - 緑町（みどりちょう）
      - 高嶺町（たかねちょう）
      - 津田町*（つだ-ちょう）
      - 荒田島町*（あらたじま-ちょう）
      - 吉原宝町（よしわらたからちょう）
      - 八代町（やしろちょう）
      - 依田橋町*（よだばし-ちょう）

    - 島田（しまだ）地区 - 旧島田村
      - 高島町（たかしまちょう）
      - 青島町*（あおしま-ちょう）
      - 青島*（あおしま） - 旧青島村
      - 錦町（にしきちょう）
      - 津田*（つだ） - 旧津田村
      - 荒田島*（あらたじま） - 旧荒田島村
      - 外木（とのき） - 旧外木村
      - 島田町（しまだ-ちょう）
      - 中河原（なかがわら） - 旧中河原村
      - 中河原新田（なかがわら-しんでん）
      - 依田原*（よだはら） - 旧依田原村
      - 田島（たじま） - 旧田島村
      - 田島新田（たじま-しんでん）

  - 元吉原（もとよしわら）地区 - 旧元吉原村
    - 鈴川（すずかわ）地区 - 鈴川村
      - 鈴川（すずかわ）
      - 鈴川本町（すずかわ-ほんちょう）
      - 鈴川町（すずかわ-ちょう）
      - 鈴川西町（すずかわ-にしちょう）
      - 鈴川東町（すずかわ-ひがしちょう）

    - 今井（いまい） - 旧今井村
    - 大野（おおの）
    - 大野新田（おおの-しんでん）
    - 檜（ひのき）
    - 檜新田（ひのき-しんでん）
    - 三新田（さん-しんでん）
    - 田中（たなか）
    - 田中新田（たなか-しんでん）
    - 西柏原新田（にしかしわばら-しんでん）
    - 沼田新田（ぬまた-しんでん）
    - 柏原（かしわばら）
    - 中柏原新田（なかかしわばら-しんでん）
    - 東柏原新田（ひがしかしわばら-しんでん）

### 旧鷹岡町
- 鷹岡（たかおか）地区 - 旧鷹岡町
  - 天間（てんま） - 旧天間村
  - 入山瀬（いりやませ） - 旧入山瀬村
  - 久沢（くざわ） - 旧久沢村
  - 厚原（あつはら） - 旧厚原村

### 旧富士市
- 岩松（いわまつ）地区 - 旧岩松村
  - 岩本（いわもと） - 旧岩本村
  - 松岡（まつおか） - 旧松岡村
- 富士駅周辺地区 - 旧富士町（加島村）
  - 松本（まつもと） - 旧松本村
  - 長通（ながどおり） - 旧長通村
  - 本市場新田（もといちばしんでん）
  - 五味島（ごみじま） - 旧五味島村
  - 米之宮町（よねのみやちょう）
  - 中島（なかじま） - 旧中島村
  - 青葉町（あおばちょう）
  - 蓼原町*（たではら-ちょう）
  - 蓼原*（たではら） - 旧蓼原村
  - 本市場町*（もといちば-ちょう）
  - 本市場*（もといちば） - 旧本市場村
  - 上横割（かみ-よこわり） - 旧上横割村
  - 横割（よこわり）
  - 横割本町（よこわり-ほんちょう）
  - 下横割（しも-よこわり） - 旧下横割村
  - 十兵衛（じゅうべえ） - 旧十兵衛村
  - 八幡町（はちまんちょう）
  - 加島町（かじま-ちょう）
  - 平垣*（へいがき） - 旧平垣村
  - 平垣本町*（へいがき-ほんちょう）
  - 平垣町*（へいがき-ちょう）
  - 本町（ほんちょう）
  - 富士町（ふじちょう）
  - 元町（もとちょう）
  - 柚木（ゆのき） - 旧柚木村
  - 松富町（まつとみちょう）
  - 水戸島*（みとじま） - 旧水戸島村
  - 水戸島元町*（みとじま-もとちょう）
  - 水戸島本町*（みとじま-ほんちょう）
  - 森島（もりじま） - 旧森島村
  - 森下（もりした） - 旧森下村
  - 宮下（みやした） - 旧宮下村
- 田子浦（たごのうら）地区 - 旧田子浦村
  - 前田（まえだ） - 旧前田村
  - 鮫島（さめじま） - 旧鮫島村
  - 浜田町（はまだちょう）
  - 田子（たご） - 旧田子村
  - 柳島（やなぎしま） - 旧柳島村
  - 中丸（なかまる） - 旧中丸村
  - 川成島（かわなりじま） - 旧川成島村
  - 川成新町（かわなりしんまち）
  - 宮島（みやじま） - 旧宮島村
  - 五貫島（ごかんじま） - 旧五貫島村

### 旧富士川町
- 富士川（ふじかわ）地区 - 旧富士川町
  - 松野（まつの）地区 - 旧松野村
    - 北松野（きた-まつの） - 旧北松野村
    - 南松野（みなみ-まつの） - 旧南松野村

  - 富士川（ふじかわ）地区（狭義） - 旧富士川村
    - 木島（きじま） - 旧木島村
    - 岩淵（いわぶち） - 旧岩淵村
    - 中之郷（なかのごう） - 旧中之郷村

## 姉妹都市・提携都市

### 海外
姉妹都市
- オーシャンサイド市（アメリカ合衆国カリフォルニア州） - 姉妹都市提携締結

提携都市
- 嘉興市（中華人民共和国浙江省） - 友好都市提携締結

### 国内
提携都市
- 茅ヶ崎市（神奈川県）
- 市川市（千葉県）
- ひたちなか市（茨城県）
- 雫石町（岩手県岩手郡） - 2013年7月30日に災害時相互応援協定締結。同年11月1日に友好都市提携締結。

その他
- 外国人集住都市会議 - 静岡県浜松市が中心に呼びかけ、日本国内の外国人が多く住む街の自治体や国際交流協会などが集まり、外国人住民が多数居住する都市の行政と地域の国際交流のために設立された組織。

## 立法

### 市議会
- 定数：32名
- 任期：2019年（令和元年）5月1日 - 2023年（令和5年）4月30日
- 議長：一条義浩（凜の会）
- 副議長：笠井浩（民主連合）

| 会派名                     | 議席数 | 議員名（◎は代表）                                                                                     |
| -------------------------- | ------ | --- |
| 新政富士                   | 10     | ◎荻田丈仁、稲葉寿利、石橋広明、太田康彦、川窪吉男、遠藤盛正、小野由美子、藤田哲哉、佐野智昭、下田良秀 |
| 民主連合                   | 8      | ◎影山正直、小沢映子、笠井浩、鈴木幸司、杉山諭、山下いづみ、小池義治、長谷川祐司                       |
| 凜の会                     | 5      | ◎高橋正典、海野庄三、一条義浩、望月徹、吉川隆之                                                       |
| ふじ21                     | 4      | ◎米山享範、小山忠之、井上 保、小池智明                                                                |
| 公明党議員団               | 3      | ◎望月 昇、井出晴美、萩野基行                                                                          |
| 無会派（日本共産党議員団） | 2      | 笹川朝子、鳥居育世                                                                                    |

### 県議会
- 静岡県議会富士市選挙区
- 定数：5名
- 任期：2019年（平成31年）4月30日 - 2023年（平成4年）4月29日

| 氏名     | 会派名               | 当選回数 | 備考                 |
| -------- | -------------------- | -------- | -------------------- |
| 早川育子 | 公明党静岡県議団     | 5        |                      |
| 伴卓     | ふじのくに県民クラブ | 2        | 所属党派は国民民主党 |
| 植田徹   | 自民改革会議         | 7        |                      |
| 鈴木澄美 | 自民改革会議         | 3        |                      |

### 国政

#### 衆議院
- 任期：2021年（令和3年）10月31日 - 2025年（令和7年）10月30日（「第49回衆議院議員総選挙」参照）

| 選挙区 | 議員名   | 党派名     | 当選回数 | 備考     |
| --- | -------- | ---------- | -------- | -------- |
| 静岡県第4区（静岡市清水区、富士宮市、富士市〈旧富士川町〉）                                                                 | 深澤陽一 | 自由民主党 | 2        | 選挙区   |
| 静岡県第4区（静岡市清水区、富士宮市、富士市〈旧富士川町〉）                                                                 | 田中健   | 国民民主党 | 1        | 比例復活 |
| 静岡県第5区（三島市、富士市〈旧富士川町域を除く〉、御殿場市、裾野市、伊豆の国市〈旧伊豆長岡町〉、田方郡、駿東郡〈小山町〉） | 細野豪志 | 自由民主党 | 8        | 選挙区   |
| 静岡県第5区（三島市、富士市〈旧富士川町域を除く〉、御殿場市、裾野市、伊豆の国市〈旧伊豆長岡町〉、田方郡、駿東郡〈小山町〉） | 吉川赳   | 自由民主党 | 3        | 比例復活 |

## 施設

### 文化施設

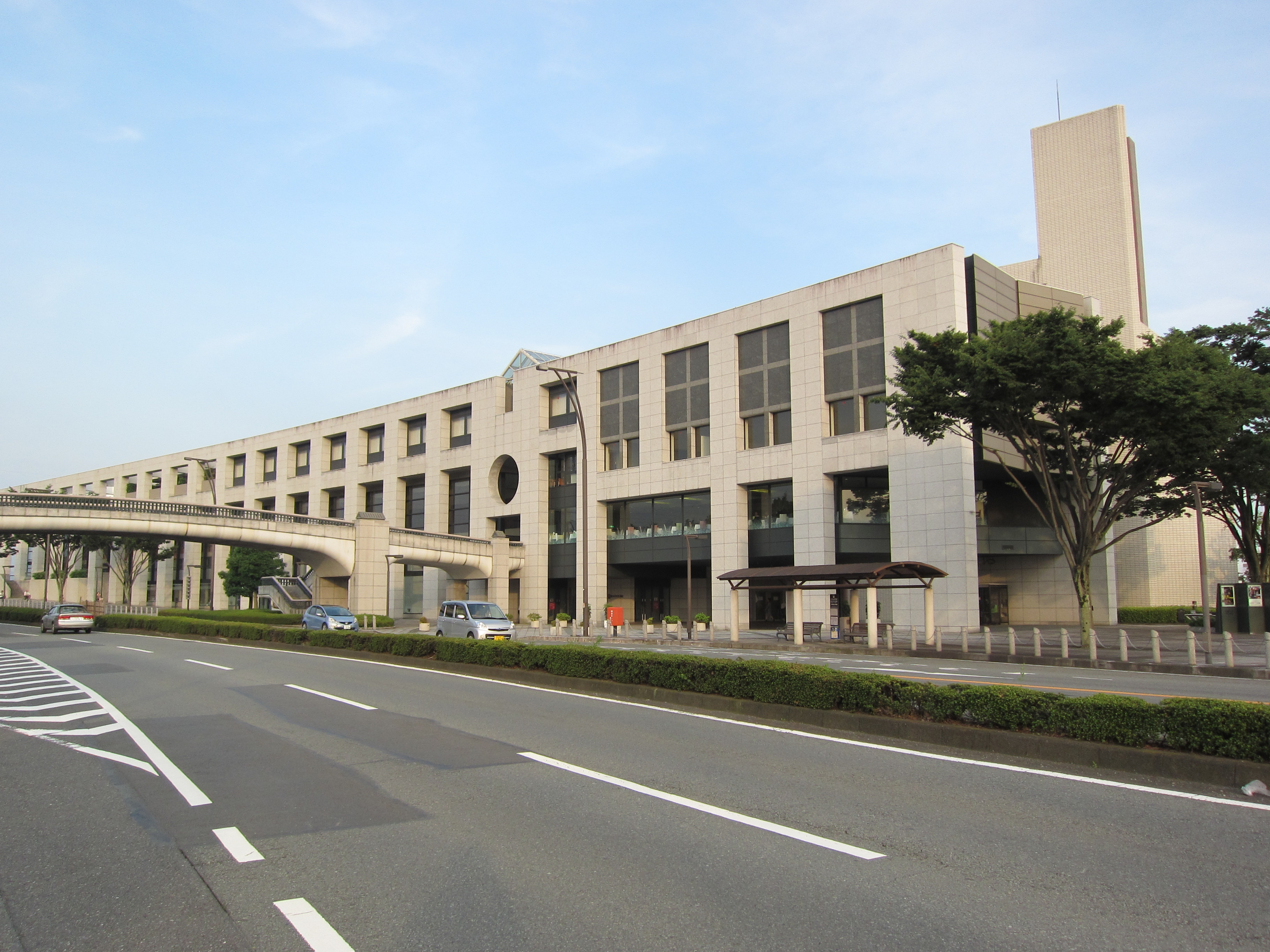
富士市文化会館ロゼシアター

#### ホール・劇場
- 富士市文化会館ロゼシアター
- 富士市勤労者総合福祉センター ラ・ホール富士
- 富士川ふれあいホール
- 富士市産業交流展示場 ふじさんめっせ

### スポーツ施設
- 富士総合運動公園
  - 富士球場
  - 陸上競技場
  - 温水プール
  - 富士体育センター（旧勤労者体育館）
- 静岡県富士水泳場
- 富士マリンプール
- 厚原スポーツ公園
- 新富士球場
- 富士体育館
- 富士川体育館

### 図書館・博物館
- 富士市立博物館（富士山かぐや姫ミュージアム）
- 富士市立中央図書館（本館 分館）
  - 今泉分室
  - 田子浦分室
  - 大淵分室
  - 富士川分室
- 富士市立東図書館
- 富士市立西図書館
- 富士文庫
- でごいち文庫

## マスメディア

### 新聞
- 富士ニュース - 富士市、富士宮市を中心とした地方新聞社。

### FM放送
- 富士コミュニティエフエム放送「Radio-f」 - 2005年（平成17年）11月3日開局。

## 経済

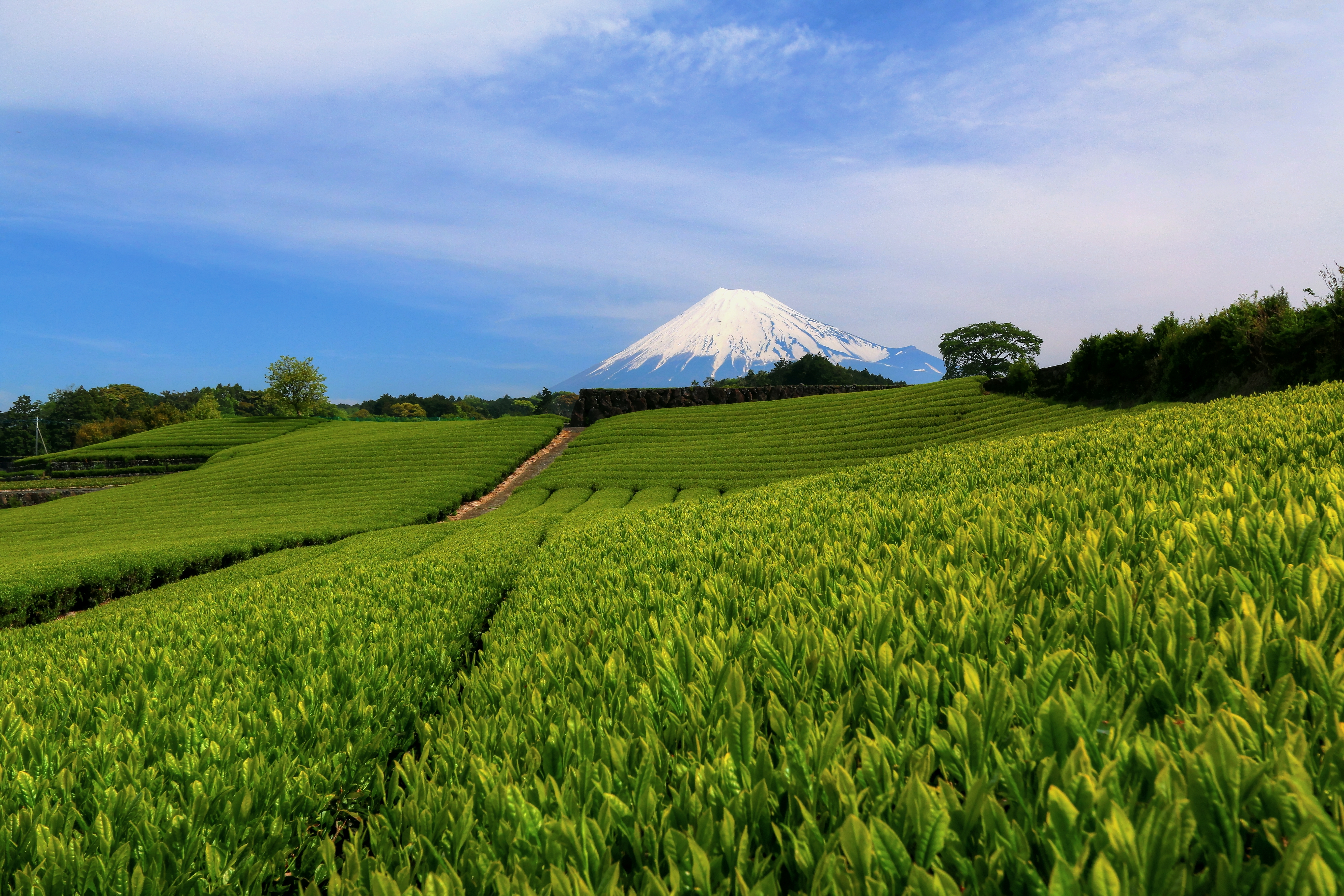
富士山と茶畑

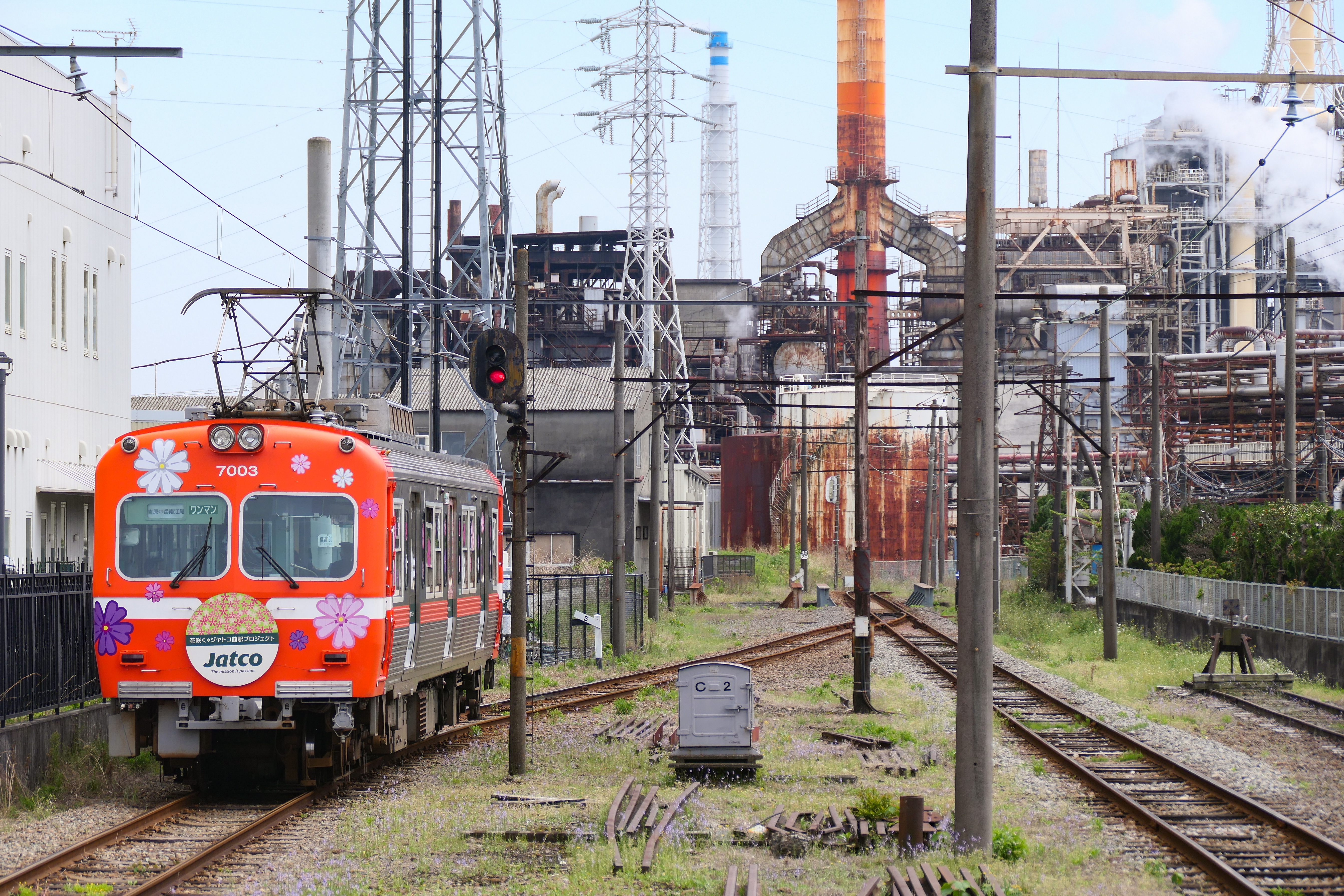
岳南原田駅から見た製紙工場群

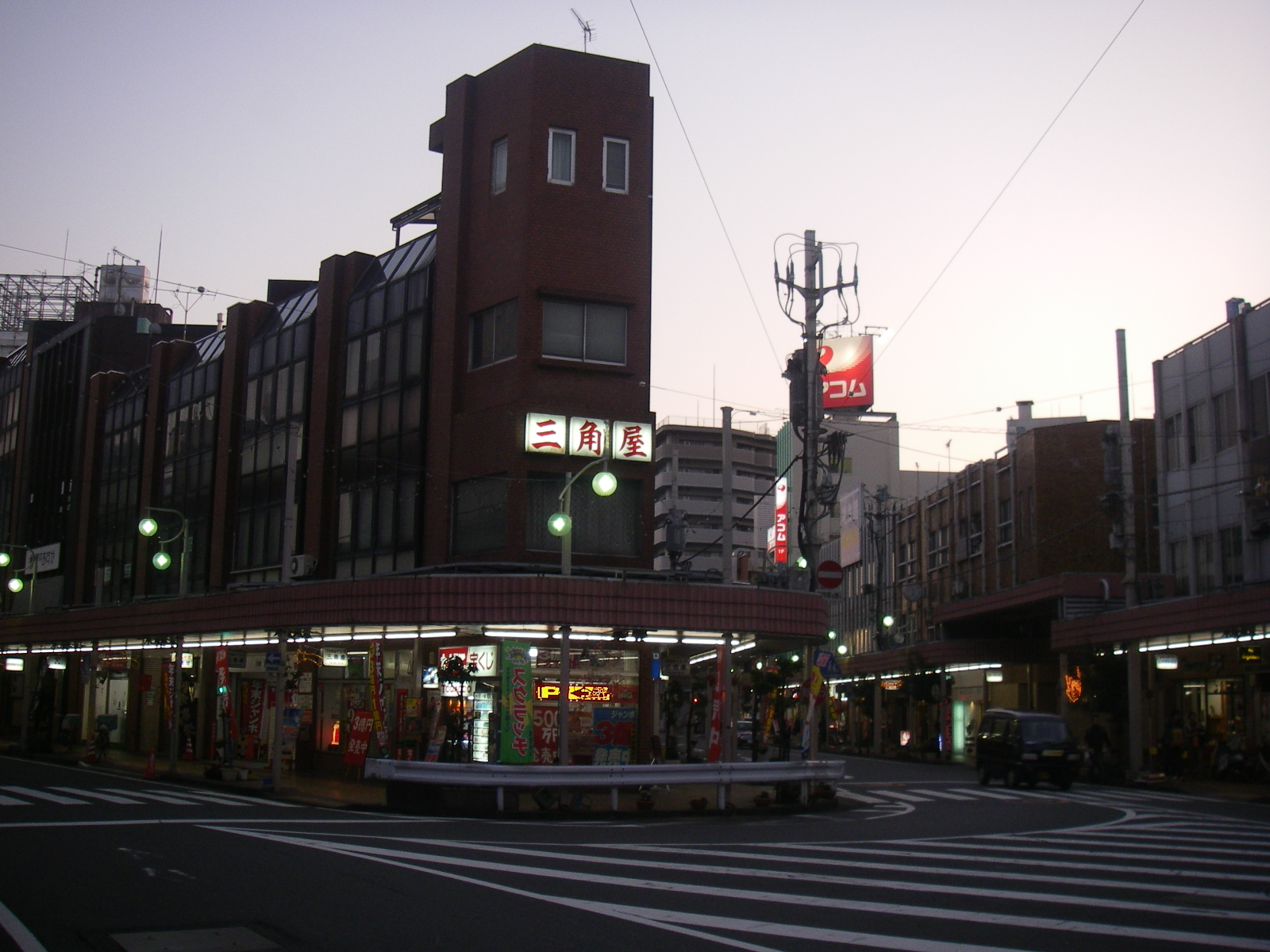
富士本町商店街中心地

### 第一次産業
- 農家数が3,072戸（2005年）で、周辺自治体と比べても多い[41]。
- 農業特産物は茶・梨・イチゴ。中でも茶は「富士のやぶ北茶」のブランドイメージの普及を目指している。
- 林業では、ヒノキの生産が盛んで、富士ヒノキの銘柄化を目指している。
- 漁業特産物はシラス

### 第二次産業
富士市は工業の盛んな街で、工業の指数の一つである製造品出荷額等は1兆4,554億5,877万円（2015年）であり、現在県内5位である。
県内にはスズキやヤマハ、ホンダなど自動車関連企業が工場を置いており、自動車のトランスミッション大手のジヤトコが本社を置いている。

#### 製紙業
富士川や富士山の伏流水など水資源が豊富であったことに加えて大消費地の首都圏に近い地の利を生かして最盛期の1991年（平成3年）には旧富士川町を含まない旧富士市内だけで6035億円の出荷額を誇る製紙の街として栄え、大昭和製紙本社工場（現・日本製紙富士工場鈴川事業所）や王子マテリア（旧・王子製紙）などの多数の製紙工場が活発に生産を行っていた。しかし、2009年（平成21年）2月に王子製紙富士工場の製紙ラインの一部が操業停止となるなど「パルプ・紙」の事業所数は275から224に減少が進んだことから、2011年（平成23年）の製紙業の出荷額は4407億円へ落ち込んでいる。2012年（平成24年）9月末には日本製紙富士工場鈴川事業所（旧大昭和製紙本社工場）での紙生産が全面的に停止となるなど、製紙業の衰退、製紙・パルプの生産減少傾向が続いている。

### 本社や工場（支社）をおく主な企業
市内に本社を置く主な企業
- ジヤトコ本社
- エンチョー本社
- パーパス本社（旧高木産業）
- マキヤ本社
- 富士急静岡バス本社
- 岳南鉄道・岳南電車本社
- 興亜工業本社
- 大日製紙本社（大王製紙グループ）
- 大昭和紙工産業本社・富士事業所
- KJ特殊紙本社（三菱製紙出資会社）
- 田子の月本社

主な工場・支社（一部上場企業）
- 日本製紙富士工場
- 日本製紙 板紙事業本部 吉永工場（旧日本大昭和板紙）
  - 日本製紙パピリア原田工場
  - 日本製紙クレシア興陽工場（旧興陽製紙本社）

- 王子マテリア富士工場第一工場（旧王子板紙富士工場）・富士工場第二工場
- 王子物流富士事業部
- 王子エフテックス東海工場・富士工場
- 王子エンジニアリング富士事業部・富士特殊紙事業部
- 旭化成富士支社
- 日医工富士工場
- 日本軽金属富士支店
- 小糸製作所富士川工機工場
- ダイオーペーパープロダクツ富士事業所
- ADEKA富士工場
- ユニプレス富士工場
- 日本フイルコン静岡事業所
- 木村化工機静岡工場
- ハリマ化成富士工場
- エクセディ静岡営業所
- パイオラックス富士工場
- 静岡瓦斯富士支社
- NOK富士支店
- トーカロ静岡営業所
- アリメント工業新富士工場
- クミアイ化学工業静岡工場
- トーヨーカラー富士製造所
- キヤリア富士事業所
- UCC上島珈琲富士綜合工場
- 高速道路総合技術研究所（NEXCO総研）疲労試験機棟・移動載荷疲労試験機棟
- 荒川化学工業富士工場
- 興和富士工場
- ポリプラスチック富士工場
- 王子キノクロス富士工場
- 日本食品化工富士工場・研究所
- ニチレキ静岡工場
- 前田道路富士工場
- ケンコーマヨネーズ静岡富士山工場

### 第三次産業
小売業の商業ランキングでは富士市は静岡市、浜松市に次ぐ県内3位である。
中心市街地
中心市街地活性化基本計画による市の規定により中心市街地を「富士駅周辺地区」と「吉原地区」に定められた。
中心市街地来街者が減少傾向にあり、富士市による「中心市街地来街者実態調査」で富士地区の平均来街者が2008年度比で日曜日2.4 %減、平日が7.2 %減という結果で、吉原地区が2008年度比で日曜日4.7 %減、平日は12.7 %減となった。2005年度比では両地区ともに2割以上の減少率となっている。
富士駅周辺地区
富士駅周辺地区は旧富士市の中心市街地でもあり、駅北には富士本町商店街がある。当地域の核店舗として「富士ショッピングセンター・パピー」と「イトーヨーカ堂・富士店」があったが、パピーは老朽化による耐震性の問題が浮上し、補強による投資効果が期待できないことなどから撤退となった。パピーの5階にあったシネコンは唯一営業を続けていたが、2010年4月の撤退が決定した。。残ったヨーカ堂も2009年10月1日にセブン&アイ・ホールディングスの業績悪化の波から不採算店舗の閉店が検討され、選定された4店舗の内の1つである富士店の閉鎖が決定し、2010年1月11日に閉鎖した。イトーヨーカ堂跡地はホリデースポーツ富士店、パピー跡地は市は富士市立中央病院の移転先予定候補と定めた。
吉原地区
富士地区最大級の都市旧吉原市があった地区である。最も歴史がある街でもある。市街地中心には東海道53次の吉原宿があった。現在は吉原中央駅から吉原本町駅まで吉原商店街となっているが日産吉原工場やヤオハンや大手百貨店が撤退したためシャッター街となってしまっていた。しかし近年はヤオハン跡地に複合マンションやラジオ局のスタジオや市民活動センターなどを含めた再開発が行われた。現在も市は商店街活性化の力を入れている。昔は吉原商店街周辺には完成時東海1の吉原市民文化センター（現在マンションを核とする商業施設を建設中）、吉原市民体育館（現在富士市立富士体育館）、吉原信用金庫本店（現在富士信用金庫吉原支店）、吉原郵便局（現在同市国久保に移転）、吉原市役所（現在合併により移転し跡地は住宅街）などがあり吉原市の中心市街地であった。
主な商業集積地（商店街など）
市役所・ロゼシアター地区
富士市の中心的な商業地区であり、地理的にも富士地区と吉原地区のおおよその中心地にあたる。1980年代後半より市役所方面からと、東名富士ICから潤井川を越えて延びる片側2から4車線の道路（橋）を整備し、クルマ社会を中心に考えた区画整備をすることで、建物の建設が進められた。
新富士駅周辺地区（国道1号線沿い）
新富士駅周辺地区は、東海道新幹線新富士駅開設後に栄えた地区である。当地区を東西に走る富士由比バイパスの国道1号への格上と富士川橋の無料化を期に、富士市による展示場ふじさんめっせ（富士市産業交流展示場）の建設や、イオンSC、ヤマダ電機、ニトリといった大規模小売店舗や中規模小売店舗が進出している。
鷹岡地区（国道139号線沿い）
富士市と富士宮市を結ぶ国道139号線（通称大月線）が通っており、国道沿いに商業地域が続いている。2012年に、新東名高速道路新富士ICが開通し、従来の西富士道路と接続され、取り付け道路の一部が静岡県道88号一色久沢線の自動車専用道路として新たに供用された。
県道396号沿い
富士市を東西にまたがる県道396号は旧国道1号であり、古くより国道沿に発展した地域である。今でも富士警察署付近から富士川橋付近までの6 km程に区切れなく商業地域が続いている。
富士川地区
旧富士川町の旧国道1号線沿いと隣接する富士川駅周辺に、東海道の古くから残る商店街がある。富士由比バイパス（国道1号）で簡単に新富士駅周辺地区や静岡市清水区の商業地区へ行くことができることから、富士市への合併以前から町外への流出が多く商店街としては衰退が続いている。また富士宮市へのアクセスが便利な松野地区に中規模店舗が何店が出店しており、富士川地区の商業地域としては松野地区へ移行しているといえる。
中里地区
富士市と沼津市を結ぶ吉原沼津線（通称：沼津線 または もみじ通り※街路樹が全て紅葉樹のため）を中心とした富士市東部の商業地区。食料品や生活用品を扱う店舗が集積し、街路樹（モミジバフウ）や歩道も整備されているためウォーキングを楽しむ人も多い。地域の住民アンケートによると自動車社会の富士市では珍しく、自転車または徒歩で買い物する人の割合が非常に高いのも特徴。岳南電車や東名中里バス停など公共交通機関も発達しているエリア。富士市の紅葉の名所、須津川渓谷や富士バンジーなど、観光地としても注目されている。現在県道三島富士線（通称：根方街道）のバイパス路線としての整備が沼津市側にて行われているとともに、新東名高速道路の駿河湾沼津スマートICからも近い。

## 歴史

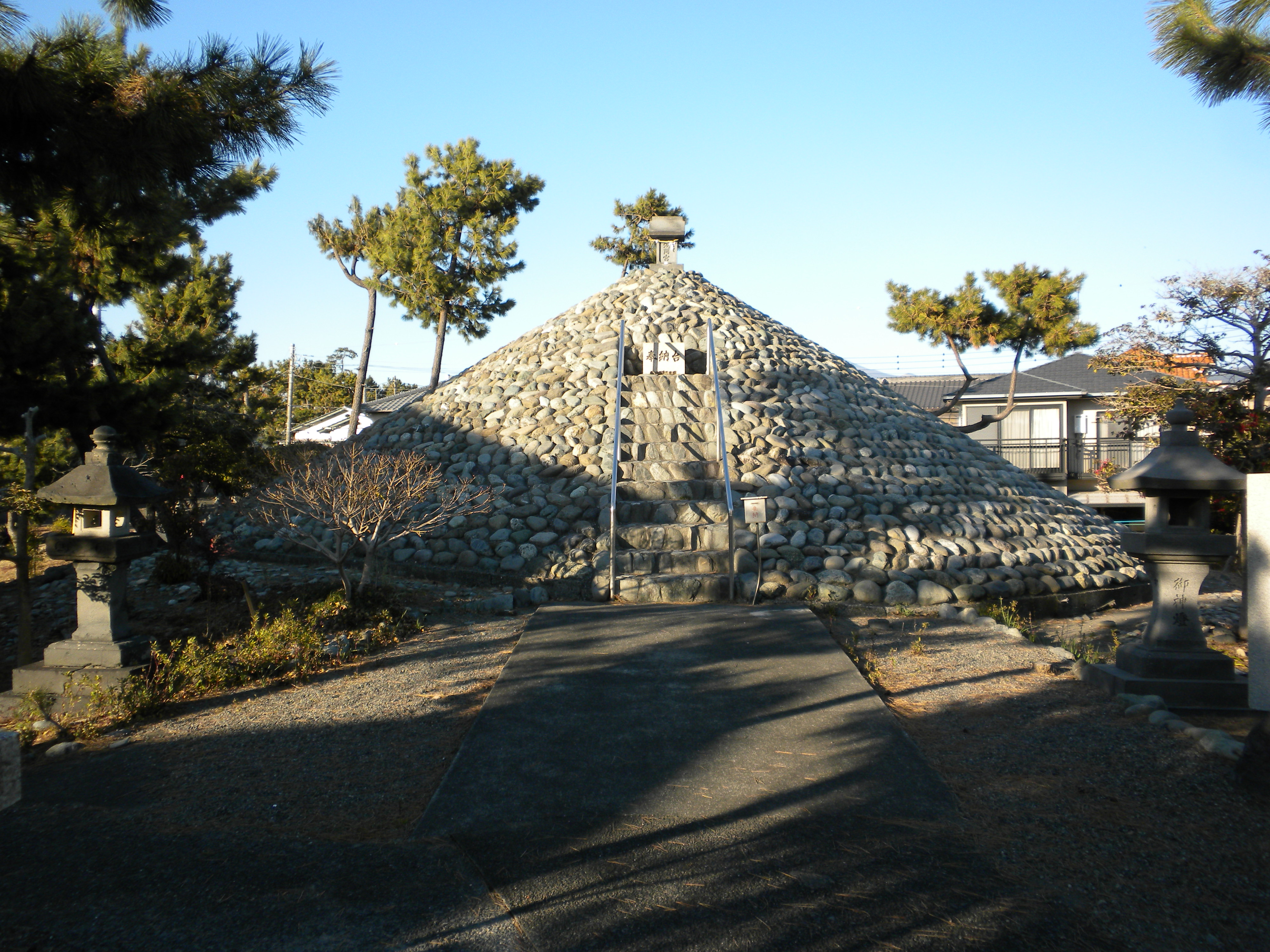
鈴川の富士塚、神事の地でもあった

富士市は交通の要衝であり、東海道の宿であり中道往還や村山道（近世後期に成立）の起点でもある吉原宿が位置していた。
一方で常に自然災害に見舞われてきた地でもあり、吉原宿は近世に複数回の移転を強いられた。これは往古からの現象であり、例えば武田信玄が駿河侵攻の最中に現在の富士市域に至った際の記録として『甲陽軍鑑』に「がわなりじま（川成島）に御陣をとり給ふ 一夜の内に大水いで 信玄公の諸勢 道具を津なみにひかれ候」とある。このように、一夜の在陣も許されぬ程の荒れ地であった。
歴史の中で富士市を舞台とする芸能も成立し、能「生贄」は富士市を舞台とし、幸若舞「十番切」は富士市の場面を含むものである。能「生贄」の謡曲はアーサー・ウェイリーによって英訳され、20世紀前半には既に海外に紹介されている。

### 民俗学
富士市における民俗学のトピックとして、人身御供の伝承が頻繁に取り上げられる。全国に同様の伝承は少なからず存在するが、富士市の伝承は生贄が在地の者ではなく旅人であることが特徴として挙げられている。
例えば、以下のようなものである。
巫女六人、官職の為に上京せむと道此所に至る。里人これを捕え生贄に備むとす（『駿河記』巻二十四富士郡巻之一「柏原新田」）
昔よりこのかた吉原の宿に、今夜泊まりたる旅人は、何れも今日の生贄の御神事に御会い候ぞとよ（能「生贄」謡曲） 
また阿字神社・六王子神社・護所神社が知られる。

## 教育

### 教育政策
- 2003年（平成15年）度より、一部の小中学校に於いて二学期制を導入。その研究結果を基に、「子どもたちに『確かな学力』の定着を図り、『豊かな人間性』をはぐくむ学校教育の一層の充実をねらう取り組み」として、2006年（平成18年）度より富士市内全小中学校で二学期制を実施している。
- 読書の大切さを感じ、本と親しむ子どもを増やすため、全小中学校に学校図書館司書を配置している。

### 専修学校

#### 市立
- 富士市立看護専門学校

#### 私立
- 富士リハビリテーション専門学校
- JA静岡厚生連するが看護専門学校
- 富士調理技術専門学校（高等課程も併設）
- タカヤマアドバンスビューティー専門学校

### 高等学校

#### 県立
- 富士高等学校
- 富士東高等学校
- 吉原高等学校
- 吉原工業高等学校

#### 市立
- 富士市立高等学校

#### 私立
- 富士見高等学校※中高併設

### 中学校

#### 公立
- 吉原第一中学校
- 吉原第二中学校
- 吉原第三中学校
- 吉原北中学校
- 元吉原中学校
- 大淵中学校
- 須津中学校
- 岳陽中学校
- 鷹岡中学校
- 富士中学校
- 田子浦中学校
- 富士南中学校
- 岩松中学校
- 富士川第一中学校
- 富士川第二中学校

#### 私立
- 富士見中学校※中高併設

### 小学校
- 吉原小学校
- 元吉原小学校
- 今泉小学校
- 吉永第一小学校
- 吉永第二小学校
- 伝法小学校
- 原田小学校
- 東小学校
- 広見小学校
- 青葉台小学校
- 大淵第一小学校
- 大淵第二小学校
- 神戸小学校
- 須津小学校
- 富士見台小学校
- 鷹岡小学校
- 丘小学校
- 天間小学校
- 富士第一小学校
- 富士第二小学校
- 富士中央小学校
- 田子浦小学校
- 富士南小学校
- 岩松小学校
- 岩松北小学校
- 富士川第一小学校
- 富士川第二小学校

### 特別支援教育学校

#### 県立
- 静岡県立富士特別支援学校（小・中・高）
  - 富士東分校

### 幼稚園・保育所
幼稚園
市立 9園、私立 16園
保育所・認定こども園
市立 18ヶ所、私立 13ヶ所

### まちづくりセンター
- 26館

### その他
- ランゲッジビレッジ（合宿制英語学校）

## 交通

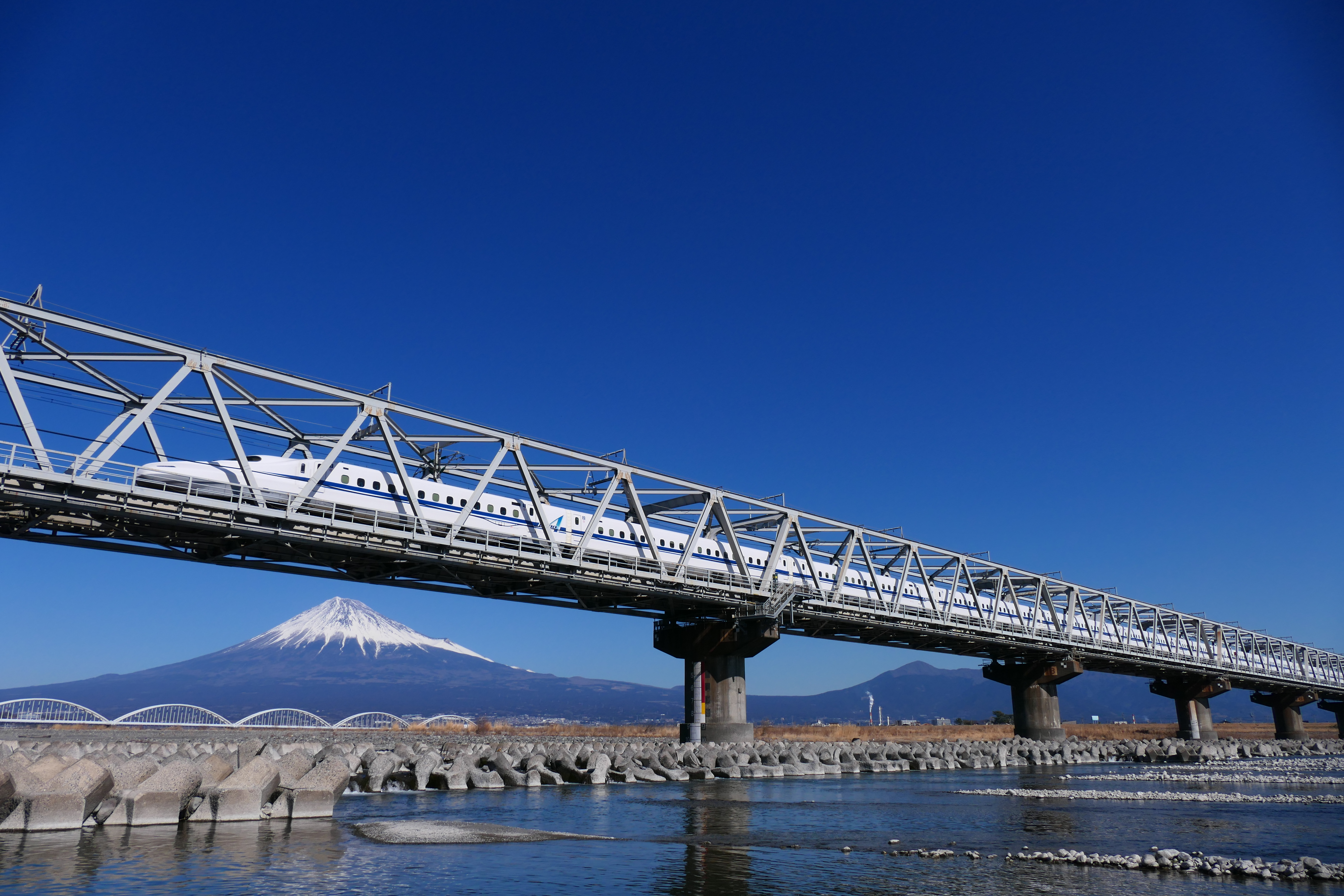
富士川橋梁を通過する東海道新幹線

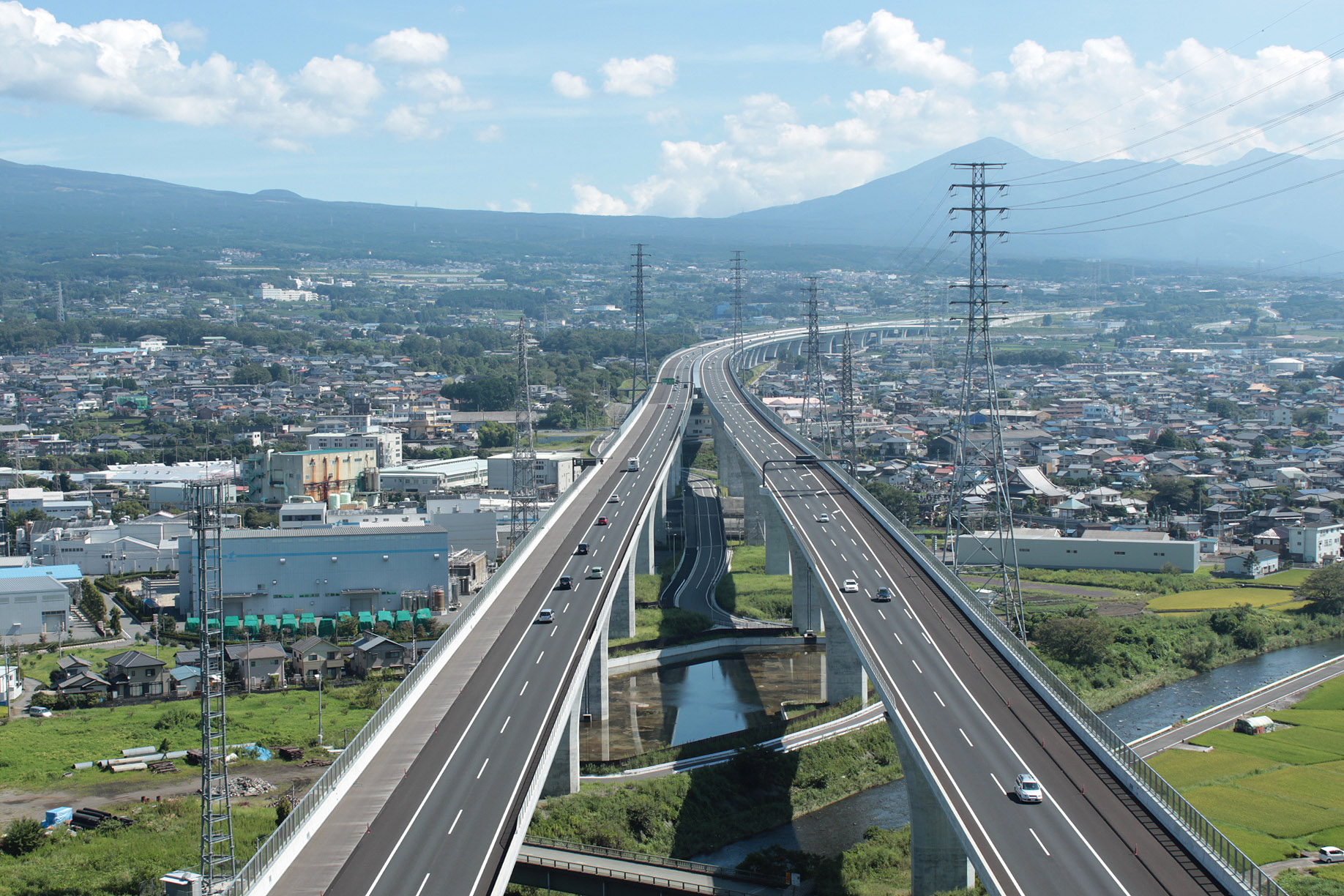
市内を通る新東名高速道路 富士高架橋

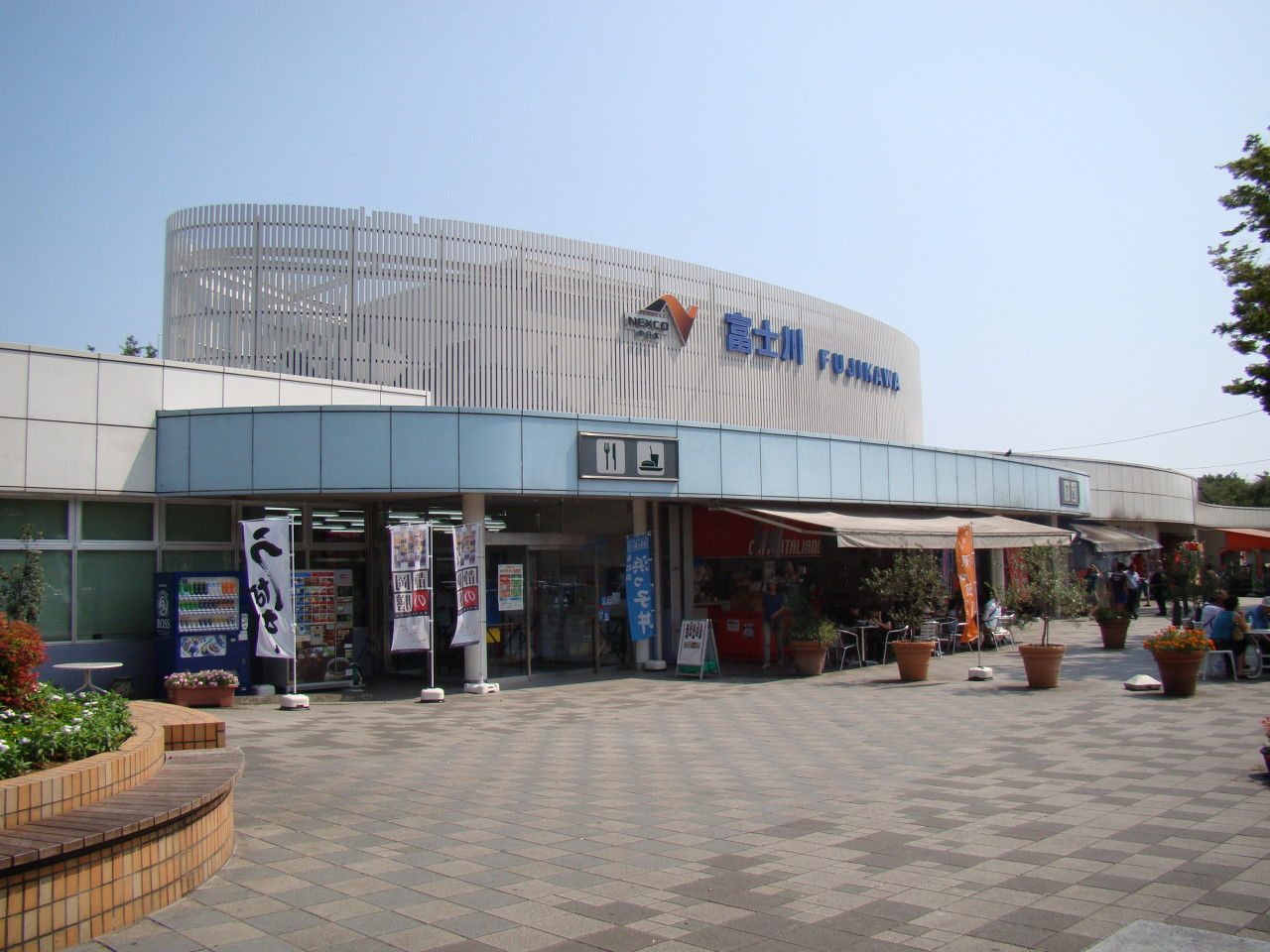
富士川SA

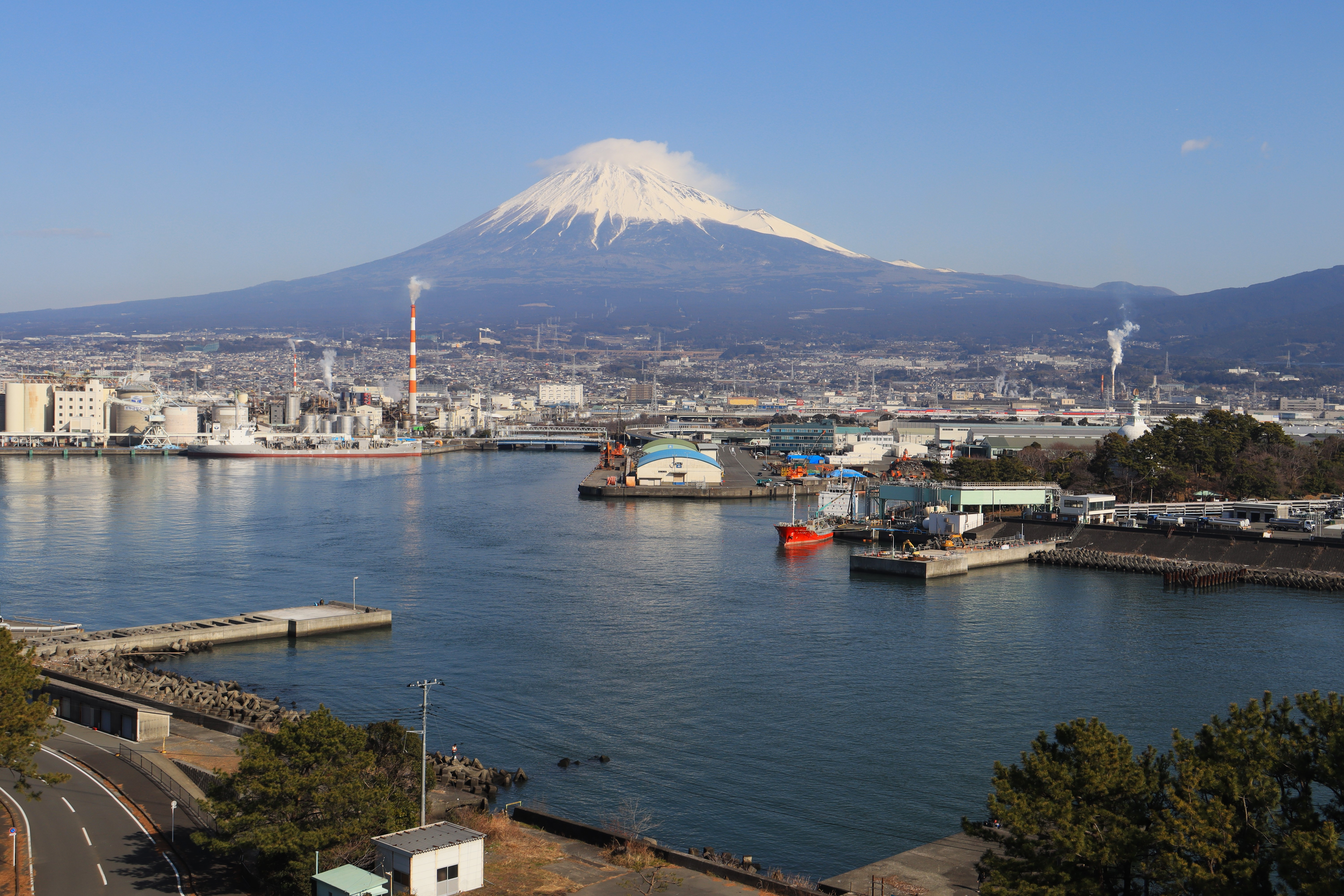
田子の浦港

### 交通政策
富士市都市計画マスタープランでは、都市交通の基本方針として、道路や鉄道などの既存の交通基盤を有効に活用するとともに、自動車交通や公共交通などの交通需要の適正な管理を行い、過度に自動車に依存しないで移動できる都市交通体系を構築することとしている。また、超高齢社会の本格到来を見据え、高齢者をはじめ、誰もが安全・安心・快適に利用できる都市交通体系を構築することとしている。

### 鉄道

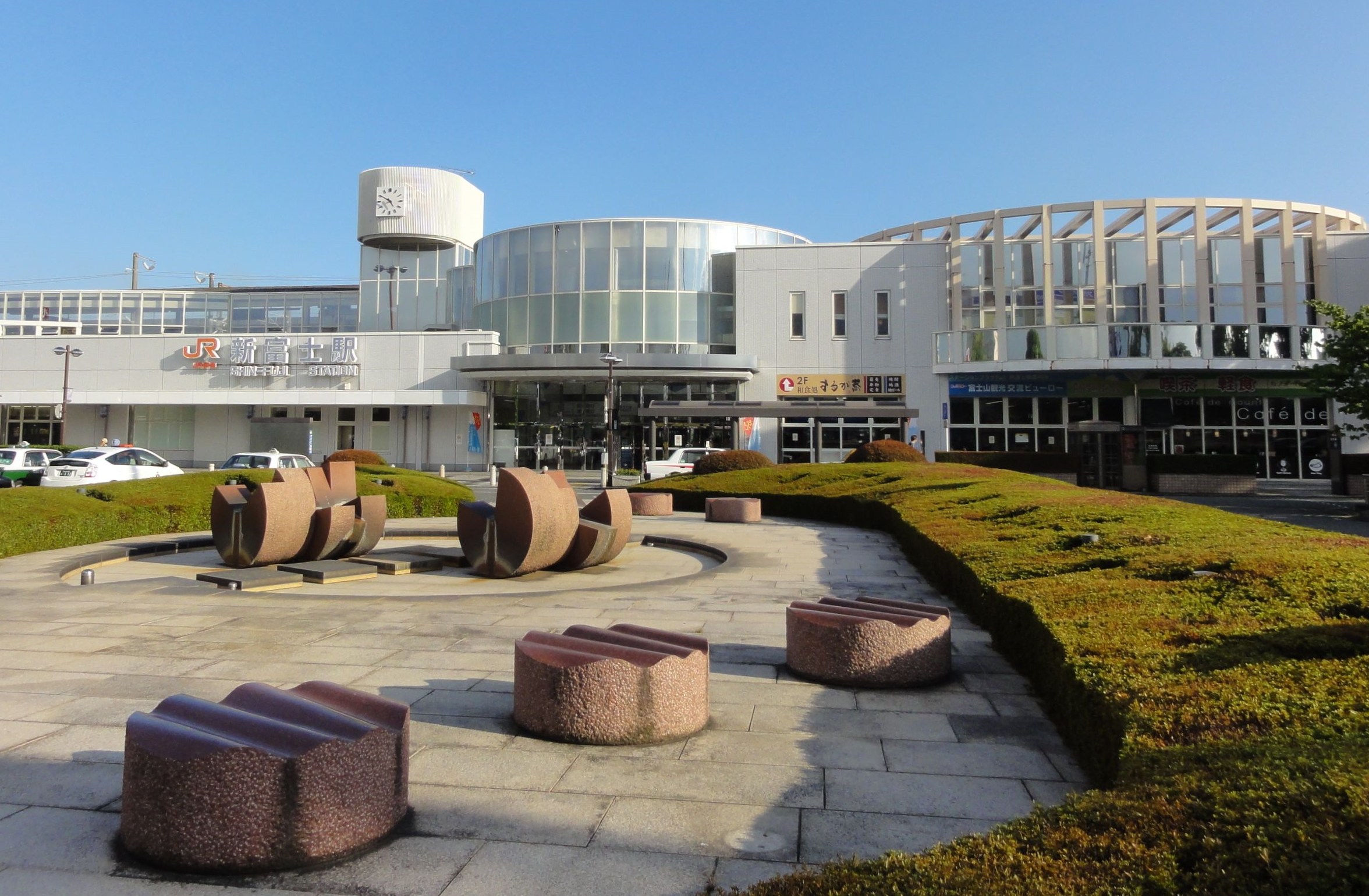
新富士駅
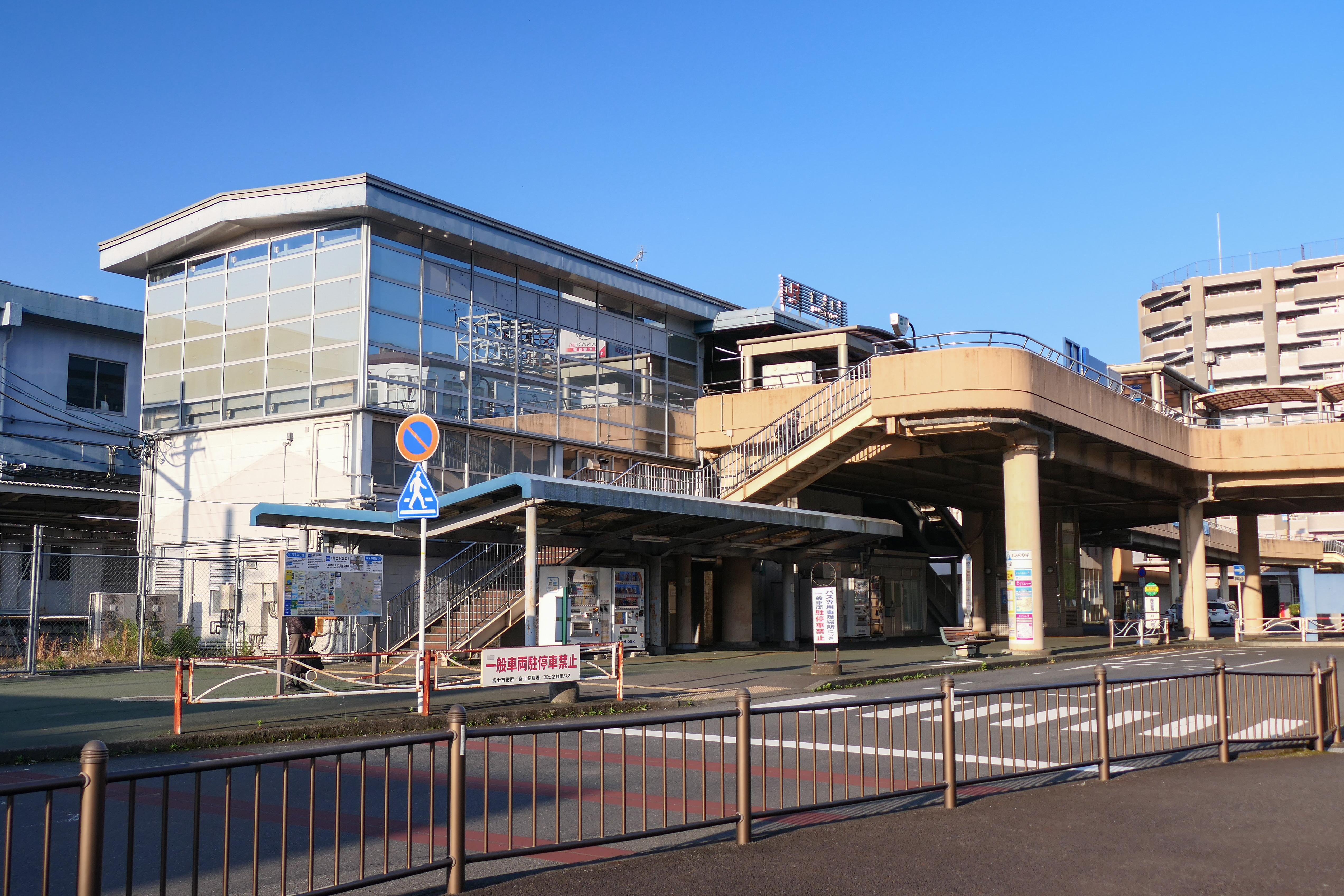
富士駅
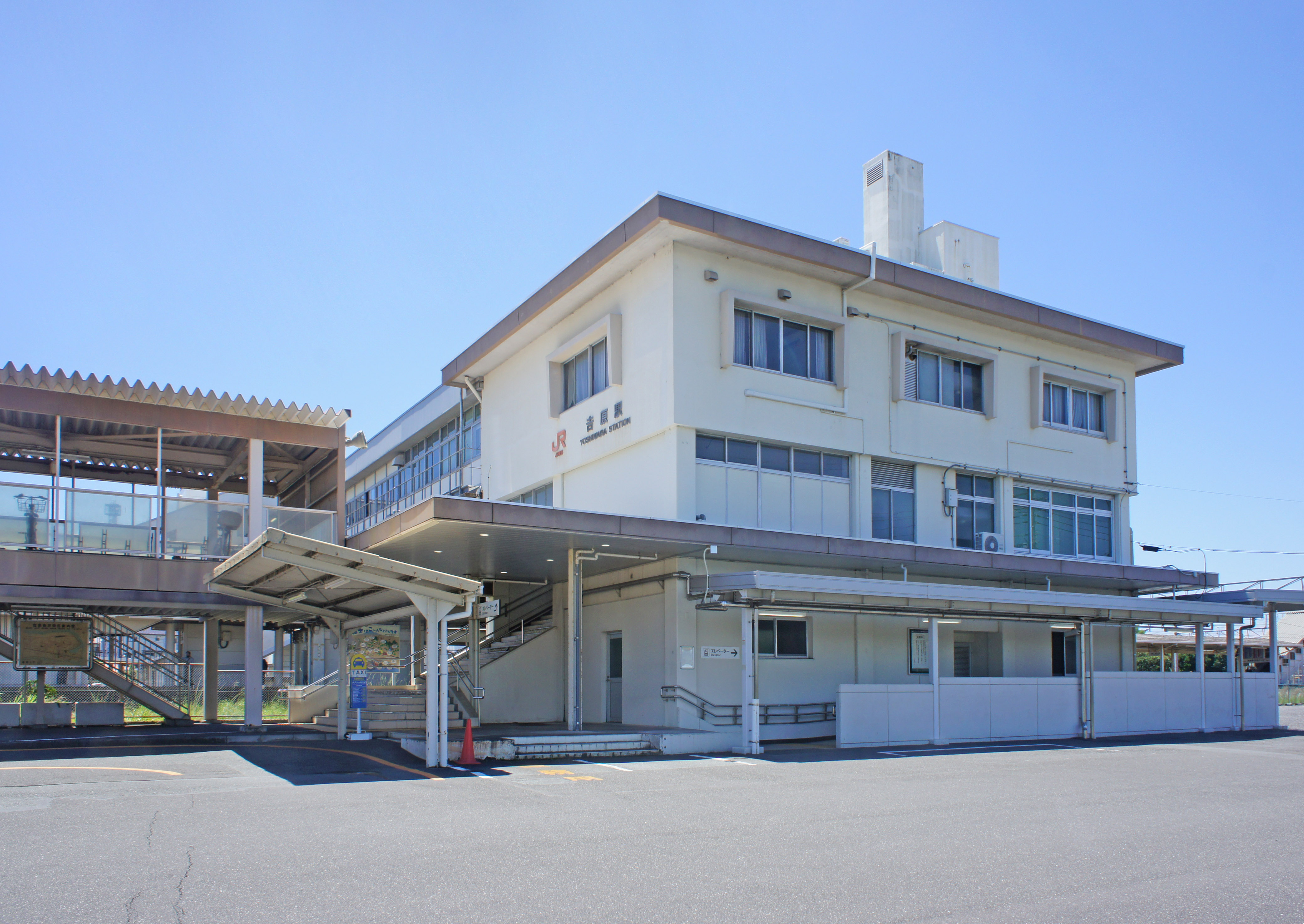
吉原駅

市内で最も利用者の多い富士駅や、新幹線の駅である新富士駅を中心とする。
新富士駅は東海道本線の富士駅とは離れている。新富士駅開設当時は富士駅から新富士駅のすぐ近く（100 mほど）まで伸びている日本製紙（当時の大昭和製紙）への引込み線を利用して、身延線を新富士駅まで伸ばす計画もあったようだが実現はしなかった。
東海旅客鉄道（JR東海）
東海道新幹線
新富士駅
東海道本線
東田子の浦駅 - 吉原駅 - 富士駅 - 富士川駅
身延線
富士駅 - 柚木駅 - 竪堀駅 - 入山瀬駅 - 富士根駅
岳南電車
岳南線（全線市内）
吉原駅 - ジヤトコ前駅 - 吉原本町駅 - 本吉原駅 - 岳南原田駅 - 比奈駅 - 岳南富士岡駅 - 須津駅 - 神谷駅 - 岳南江尾駅
- 新富士駅
- 富士駅
- 吉原駅

### バス
富士市内のバス網は吉原中央駅を中心として放射状に形成されている。そのため、地域の拠点駅である富士駅（在来線）や新富士駅（新幹線）から目的地に向かうために、吉原中央駅で乗り換えざるを得ないことが多い。現在、富士駅を基点として再編することが計画されている。
民間の路線バスの他に、市のコミュニティバス等も運行されている。
主なバスターミナル
- 吉原中央駅

路線バス
- 富士急静岡バス（富士市全域）
- 富士急シティバス（東田子の浦駅以東）
- 富士急バス（富士市内と河口湖・富士吉田方面を結ぶ路線）
- 山梨交通（富士川以西）

コミュニティバス等

- 富士急静岡バス運行路線
  - ひまわりバス
  - 富士市自主運行バスふじかぐやの湯線

- 市運行路線（コミュニティバス）
  - 田子浦地区「しおかぜ」
  - 富士南地区「みなバス」
  - 岩松北地区「こうめ」
  - 吉原・富士駅北地区「うるおい」
  - 吉原中央駅→富士駅南口「モーニングシャトル」
  - 桑崎→富士東高校「なのはな」
  - 伝法地区おでかけバス（実証運行中）

- 市運行路線（デマンドタクシー）
  - 天間地区「てんまーる」
  - 大淵富士本地区「こぶし」
  - 原田地区「ほたる」
  - 吉永地区「かぐや」
  - 丘地区「おかタク」
  - 元吉原地区「マリン」
  - 吉永北地区「なのはな」
  - 神戸地区「やまぼうし」
  - 松野地区「おぐるま」
  - 富士川地区「ふじかわ」（実証運行中）

高速バス
- 東名ハイウェイバス
- 東海道昼特急号
- 富士 - 東京線（かぐや姫エクスプレス）
- 富士宮 - 東京線（やきそばエクスプレス）
- 新富士・沼津・御殿場 - 成田空港線
- 富士山駅・河口湖 - 大阪・京都線（フジヤマライナー）
- 小田原・新松田・沼津 - 大阪・京都線（金太郎号）

### 道路
高速道路
- E1東名高速道路：(9) 富士IC - 富士川SA/富士川SIC
- E1A新東名高速道路：(7)新富士IC

自動車専用道路
- 西富士道路：富士IC - 広見IC - 新富士IC
- 静岡県道88号一色久沢線：新富士IC - 大淵末広

国道
- 国道1号（市内西部は富士由比バイパスとなる）
- 国道139号（通称大月線）
- 国道469号

主要地方道
- 静岡県道・山梨県道10号富士川身延線
- 静岡県道22号三島富士線
- 静岡県道24号富士裾野線
- 静岡県道72号富士白糸滝公園線
- 静岡県道76号富士富士宮由比線
- 静岡県道88号一色久沢線（一部区間は自動車専用道路）

一般県道
- 静岡県道152号富士公園太郎坊線（富士山スカイライン）
- 静岡県道158号大坂富士宮線
- 静岡県道163号東柏原沼津線
- 静岡県道167号須津東田子浦停車場線
- 静岡県道169号吉永吉原停車場線
- 静岡県道170号田子浦港大野線
- 静岡県道171号吉原停車場吉原線
- 静岡県道172号吉原田子浦港線
- 静岡県道174号富士停車場線
- 静岡県道175号鷹岡富士停車場線
- 静岡県道176号鷹岡柚木線
- 静岡県道180号富士宮富士公園線（富士山スカイライン）
- 静岡県道181号富士停車場伝法線
- 静岡県道188号岩淵富士川停車場線
- 静岡県道341号水神田子浦港線
- 静岡県道353号田子浦港富士インター線
- 静岡県道380号富士清水線
- 静岡県道396号富士由比線
- 静岡県道397号富士根停車場線
- 静岡県道414号富士富士宮線

旧街道
- 東海道

### 港湾
- 田子の浦港（重要港湾）

## 観光・施設・催事・スポーツ

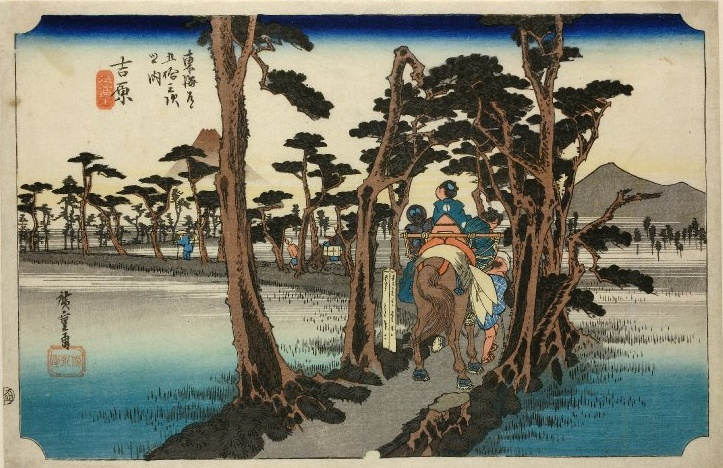
歌川広重 東海道五十三次 左富士

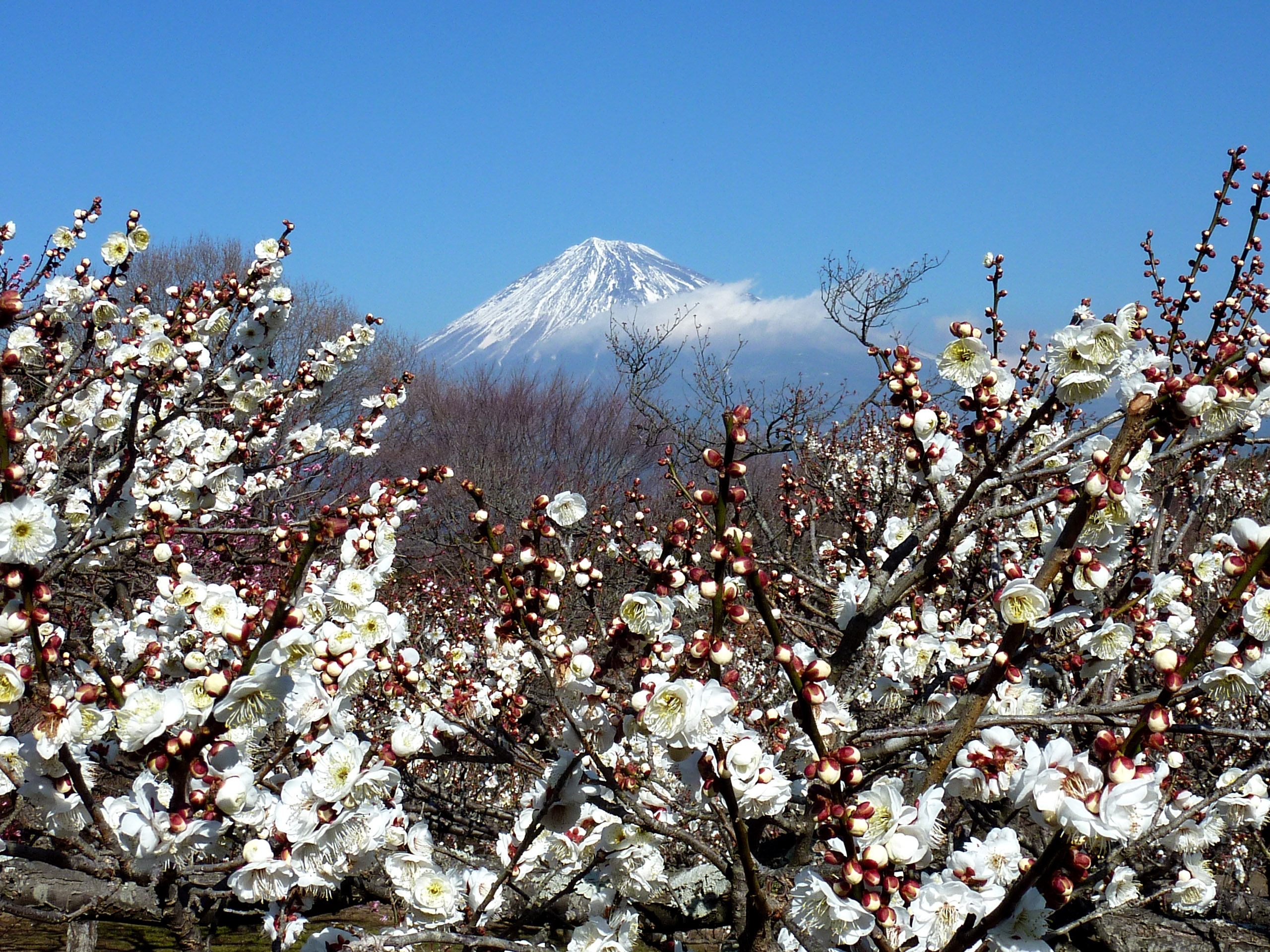
岩本山公園の梅園から望む富士山

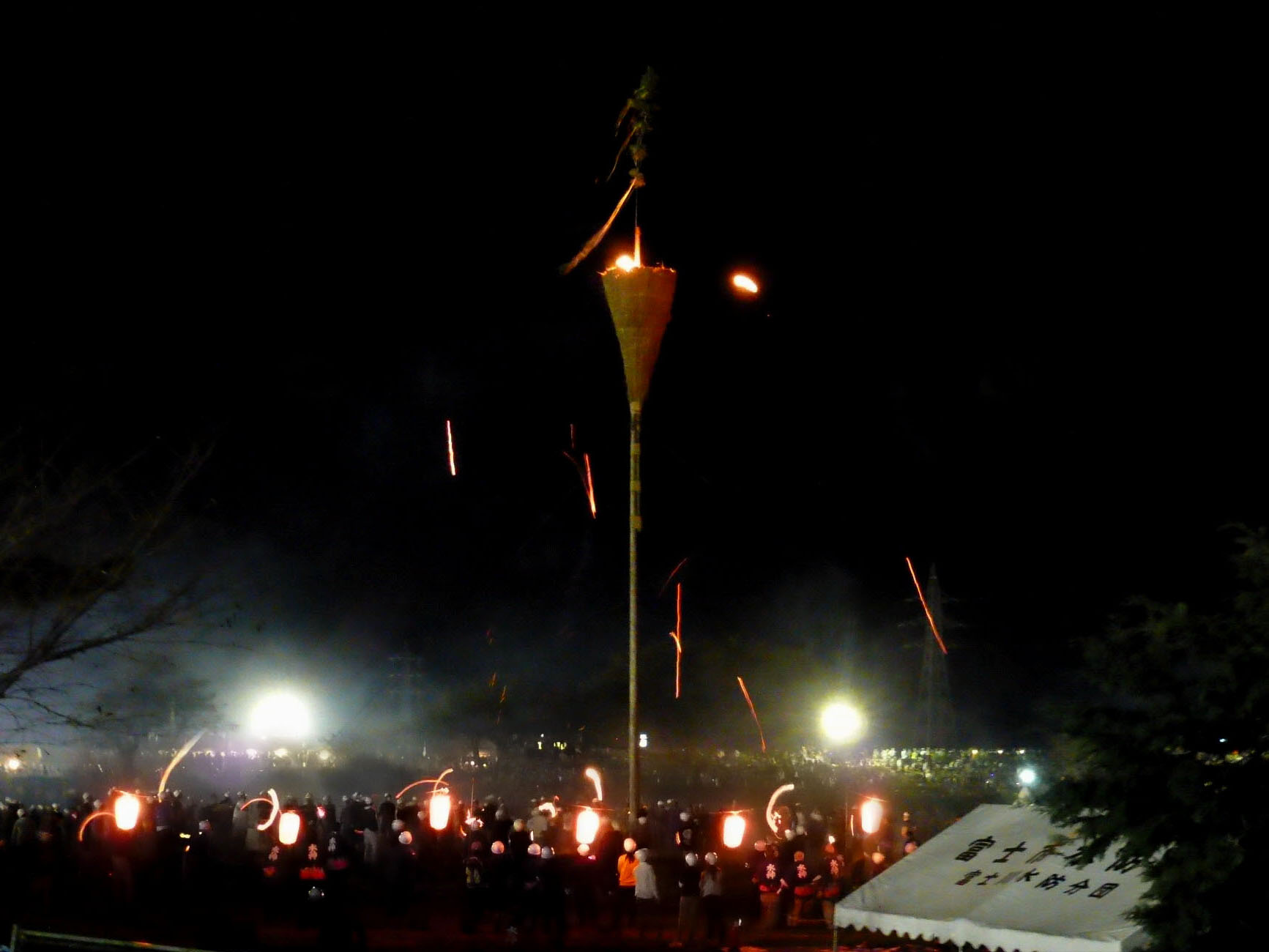
かりがね祭りの「投げたい松」

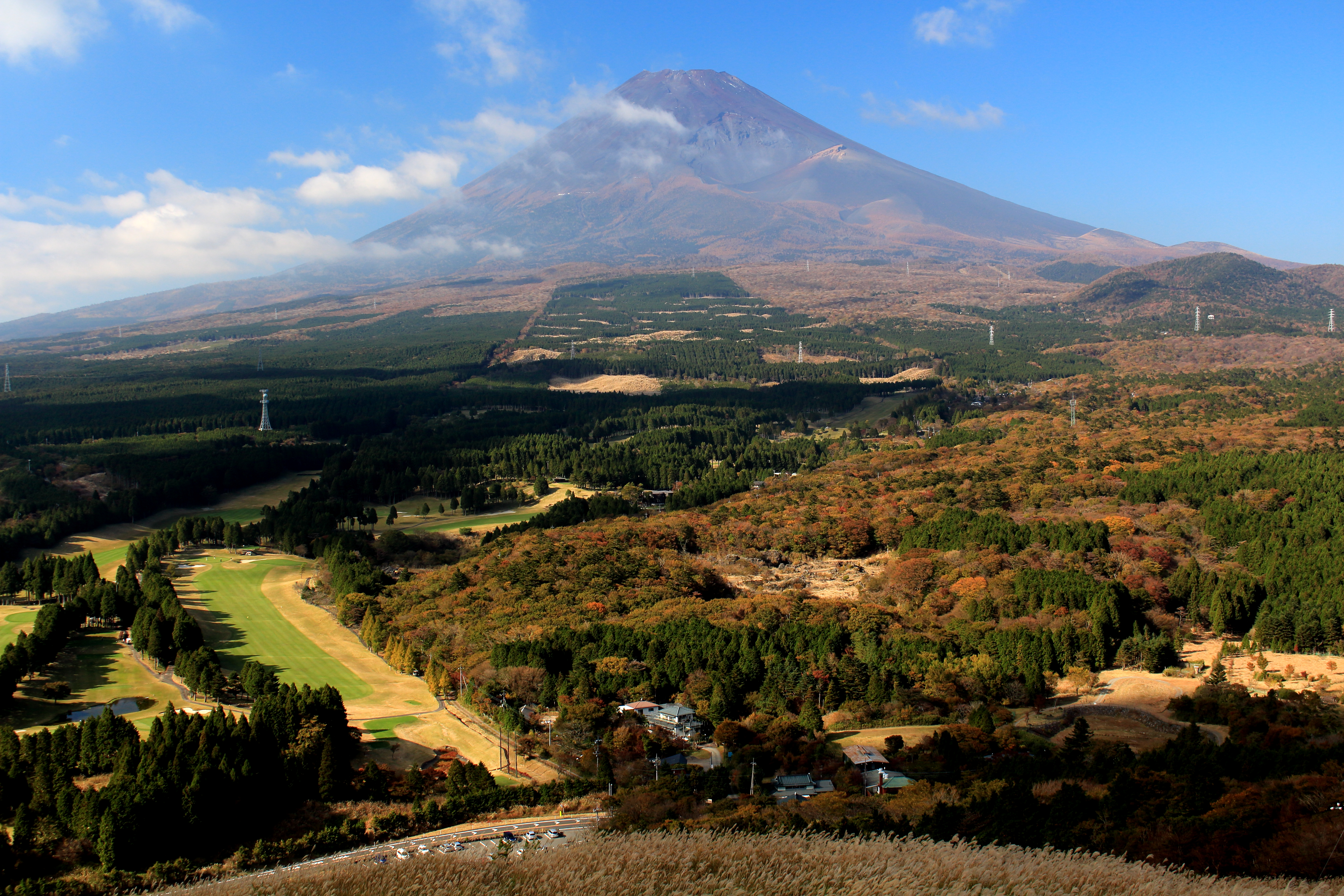
十里木カントリークラブ

### 文化財
重要文化財（国指定）
- 木造地蔵菩薩坐像（瑞林寺）：1982年（昭和57年）6月5日指定
- 古谿荘：2005年（平成17年）12月27日指定

登録有形文化財
- 旧岩渕火の見櫓（久保田農園内）

史跡（国指定）
- 浅間古墳：1957年（昭和32年）7月1日指定

### 名所・旧跡
- 左富士
- 平家越橋
- 雁堤
- ディアナ号の錨
- 実相寺
- 曽我寺
- 東海自然遊歩道
- 須津川渓谷
- 大棚の滝
- 須津渓谷橋
- 浮島ヶ原自然公園

### 寺社
- 妙法寺 - 日本三大だるま市。
- 実相寺 - 日蓮宗本山。『立正安国論』執筆寺。
- 曽我寺 - 曽我兄弟の墓。
- 富知六所浅間神社
- 米之宮浅間神社
- 日吉浅間神社
- 入山瀬浅間神社
- 今宮浅間神社

### 公園・レジャー施設
- 富士山こどもの国
- 富士マリンプール
- 富士川楽座（静岡県道・山梨県道10号富士川身延線上にある道の駅・東名高速道路富士川サービスエリアに併設）
- 丸火自然公園
- 竹採公園（比奈[44]）：竹取姫伝説の地にある[44]
- 広見公園（ふるさと村）
- 中央公園
- 入山瀬公園[注釈 5]
- 岩本山公園
- 広見公園
- 浮島ヶ原自然公園
- 富士と港の見える公園
- ふじのくに田子の浦みなと公園
- 新通町公園
- 富士西公園
- 富士市立SL公園
- 富士緑道
- 富士川緑地
- 野田山健康緑地公園
- 野田山ハイキングコース

#### 日帰り入浴
- 野草風呂 よもぎ湯
- 鷹の湯
- 湯らぎの里
- ふじかぐやの湯

#### ゴルフ場
- 十里木カントリークラブ（アコーディア・ゴルフ）
- 南富士カントリークラブ
- 大富士ゴルフクラブ
- リバー富士カントリークラブ

### 祭事・催事
主な祭事
- 毘沙門天大祭（妙法寺） 旧暦1月7日 - 9日（新暦2月頃）開催 日本三大だるま市の一つ。
- 曽我まつり（曽我八幡宮） 5月下旬開催
- 吉原祇園祭（吉原商店街） 6月第2土・日曜日
- 富士まつり（中央公園・青葉通り） 7月第4日曜日
- 甲子(きのえね)祭（甲子神社・富士本町商店街） 8月第1土・日曜日
- 姫名の里まつり（比奈公園） 9月下旬
- かりがね祭り（雁(かりがね)公園） 10月第1土曜日
- 甲子(きのえね)秋まつり（甲子神社・富士本町商店街） 10月第3土・日曜日

### スポーツチーム
- レバンテフジ静岡
- 大昭和製紙硬式野球部 - 大昭和製紙（現：日本製紙）の富士工場を拠点に活動していた社会人野球の企業チーム。1993年に活動を休止し、1996年に解散した。

## 著名人

### 出身人物

#### 学者
- 秋山信将（国際政治学者、一橋大学教授、ウィーン政府代表部公使）
- 金指正三（歴史家、海事史、海上保安大学校名誉教授）
- 佐野善作（東京商科大学初代学長）
- 戸塚洋二（物理学者、東京大学特別栄誉教授）
- 美尾浩子（言語学者、静岡県立大学国際関係学部教授）

#### 文化・芸術・美術・音楽界
- 飯田成一（音楽家）
- 石切山英詔（ゲームプロデューサー）
- 大村西崖（美術史家、東京美術学校教授）
- 小野隆洋（トロンボーン演奏家）
- 小糸のぶ（小説家）
- 匂坂祐子（画家）
- 清水ともみ（漫画家）
- すがやみつる（漫画家）
- 寺本幸代（映画監督）
- 外山ひとみ（写真家、ジャーナリスト）
- 林哲司（作曲家）
- 福島治（映像作家）
- 牧野満徳（画家）
- 増田晴彦（漫画家）
- 丸茂周（脚本家）
- 望月あきら（漫画家）
- YUUKI SANO（音楽家・UNIONE）
- 湯川かおる（漫画家）
- 渡辺あすか（漫画家）
- 渡部陽一（戦場カメラマン、初代・富士市観光親善大使）

#### スポーツ
- 赤星貴文（アレマ・インドネシアFC）
- 石毛秀樹（清水エスパルス・2011年AFCアジア年間最優秀ユース選手賞）
- 石原崇兆（ベガルタ仙台）
- 伊東幸敏（鹿島アントラーズ）
- 大石真翔（プロレスラー）
- 大石港与（陸上競技選手）
- 加賀美翔（藤枝MYFC）
- 勝又慶典（AC長野パルセイロ）
- 加藤脩平（プロ野球選手）
- 加藤初（元プロ野球選手）
- 川口能活（SC相模原）
- 菊岡拓朗（SC相模原）
- 菊池正法（元中日ドラゴンズ）
- 木本恭生（FC東京）
- 窪田茂（柔道家）
- 小林大悟（ニューイングランド・レボリューション）
- 近藤修司（プロレスラー）
- 佐藤秀樹（元プロ野球選手）
- 佐藤由紀彦（元V・ファーレン長崎）
- 佐野哲也（総合格闘家）
- 佐野陸人（SC相模原）
- 白井博幸（元FC琉球）
- 杉沢毛伊子（女子競輪選手）
- 鈴木将平（埼玉西武ライオンズ）
- 土屋健二（元横浜DeNAベイスターズ）
- 鶴田達也（元カターレ富山）
- 長沢祐弥（東京ヴェルディ）
- 長橋康弘（元川崎フロンターレ）
- 不破央（競泳選手）
- 山崎憲晴（元阪神タイガース）
- 渡邉奏太（陸上競技選手）
- 渡邉晴智（競輪選手）
- 渡邉雄太（競輪選手）

#### アナウンサー
- 秋山裕靖（山形放送アナウンサー）
- 影島香代子（フリーアナウンサー）
- 久保沙里菜 (フリーアナウンサー)
- 斉藤孝信（NHKアナウンサー）
- 坂口奈央（岩手めんこいテレビアナウンサー）
- 佐藤文康（TBSアナウンサー）
- 佐野瑞樹（フジテレビアナウンサー）
- 杉山明子（フリーアナウンサー）

#### 芸能界
- 太田貴彦（元俳優）
- 影山のぞみ（レポーター）
- 華城季帆（元宝塚歌劇団花組娘役）
- 佐野公美（タレント）
- 高良光莉（元女優）
- 土屋昌巳（歌手）
- 角替和枝（女優） - 出生は旧富士川町
- 早房結香（お笑いタレント・パシンペロン）
- 一ツ山里紗（モデル）
- 光永泰一朗（シンガーソングライター）
- 光永亮太（歌手）
- 諸星和己（歌手、俳優）
- 山口美也子（女優）
- 山本みどり（女優）
- 若月佑美（女優・元乃木坂46）[51]

### 富士市に縁のある人物
- いかりや長介（お笑いタレント・俳優・ベーシスト） - 出生は東京都墨田区（旧本所区）、1944年（昭和19年）に当時の吉原市に疎開
- 生駒藤之（学者・教育者） - 出生は武蔵国豊島郡、穆清舎（現富士市立吉永第一小学校）初代校長を務める。
- 上田五千石（NHK俳句入門） - 出生は東京都渋谷区、戦時に信州へ疎開し、その後、富士市に転居

## 著名団体
- 鬼太鼓座（和太鼓集団） - 結成は佐渡、2000年（平成12年）より富士市の合宿所を活動拠点とする

## 関係する団体
- 富士市災害救援バイク隊ペガサス（災害ボランティア団体） - 鈴木尚富士市長が顧問を勤める